# Llista d'episodis de Doctor Who
Doctor Who és una sèrie de ciència-ficció britànica produïda per la BBC, emesa originalment entre 1963 i 1969 i represa el 2005. A data del 25 de desembre de 2015, se n'han emès 826 episodis distribuïts en 35 temporades, incloent una pel·lícula de televisió. Addicionalment, també s'han televisat dos especials benèfics i dos serials animats. L'elevat recompte d'episodis converteix Doctor Who en la sèrie de ciència-ficció més longeva de tots els temps.
A la sèrie clàssica cada història consistia en un serial de múltiples episodis, exceptuant l'episodi de retalls «Mission to the Unknown» (1965) i la història del 20è aniversari The Five Doctors. Els caràcters a la columna de la dreta del serial indiquen el codi emprat per l'equip de producció per designar-lo, en cas que existeixi, i estan seguits per o bé els títols dels episodis individuals o pel nombre d'episodis. Durant les primeres temporades, i ocasionalment al llarg de la sèrie, la majoria de serials estaven connexos entre si; normalment una història acabava on començaria la següent. La represa del 2005 va abandonar el format de serials tradicional en favor d'un format episòdic, amb algunes històries de dos o més episodis i fils narratius vagues que acaparen una o més temporades.
Degut a la política de destrucció que emprengué la BBC els anys 70, a hores d'ara manquen 97 episodis de les temporades primerenques de Doctor Who que es tradueixen en 26 serials incomplets, tot i que de tots ells se'n conserven enregistraments d'àudio i alguns s'han pogut reconstruir. A les primeres dues temporades i gran part de la tercera cada episodi del serial tenia un títol individual; de fet, cap serial va tenir un títol conjunt fins The Savages. Els títols donats pels serials són els que acostumen a rebre actualment, utilitzats en fonts oficials com la Guia de Referència de Doctor Who i la guia clàssica d'episodis de la BBC i generalment emprats per publicar-los. Amb la represa de la sèrie el 2005 i el subsegüent abandó del serials, els episodis recuperaren els seus respectius títols individuals.
Els números d'història allistats a l'article no són designacions oficials, però serveixen merament com una guia de referència per veure on roman el focus de la sèrie. Per exemple, hi ha disputa sobre si la temporada 23, tota ella titulada The Trial of a Time Lord, comprèn quatre serials o un de sol i sobre si el mai emès Shada s'hauria de comptar com a història. El recompte seguit aquí reflecteix la pràctica actual de classificar «El planeta dels morts» (2009) com la 200a història, plasmada pel número 407 de la revista oficial. Hi ha altres fonts, com els DVDs de serials clàssics de la regió 1, que empren un recompte diferent que divergeix a partir de la història 108, The Horns of Nimon (1979-80).
Doctor Who s'ha traduït al català. TV3 va emetre els primers episodis en català de la sèrie a finals del 80, concretament les temporades del Quart Doctor que fins avui són les úniques de la sèrie clàssica que s'hi han traduït. Alguns canals de la CCMA, entre els quals K3 i 3XL, han emès en català els episodis de la represa des de les sèries 1 fins a la 6.

## Resum
| Doctor         | Temporada                     | Dia d'emissió                                          | Episodis | Estrena                                                                                                 | Estrena                  | Final                      | Final                    | Espectadors (en milions) |
| Doctor         | Temporada                     | Dia d'emissió                                          | Episodis | Data | Espectadors (en milions) | Data                       | Espectadors (en milions) | Espectadors (en milions) |
| -------------- | ----------------------------- | ------------------------------------------------------ | -------- | --- | ------------------------ | -------------------------- | ------------------------ | ------------------------ |
| Primer Doctor  | Temporada 1                   | Dissabtes                                              | 42       | 23 de novembre de 1963                                                                                  | 4,4                      | 12 de setembre de 1964     | 6,4                      | 7,96                     |
| Primer Doctor  | Temporada 2                   | Dissabtes                                              | 39       | 31 d'octubre de 1964                                                                                    | 8,4                      | 24 de juliol de 1965       | 8,3                      | 10,38                    |
| Primer Doctor  | Temporada 3                   | Dissabtes                                              | 45       | 11 de setembre de 1965                                                                                  | 9,0                      | 16 de juliol de 1966       | 5,5                      | 7,38                     |
| Segon Doctor   | Temporada 4                   | Dissabtes                                              | 43       | 10 de setembre de 1966                                                                                  | 4,3                      | 1 de juliol de 1967        | 6,1                      | 7,11                     |
| Segon Doctor   | Temporada 5                   | Dissabtes                                              | 40       | 2 de setembre de 1967                                                                                   | 6,0                      | 1 de juny de 1968          | 6,5                      | 6,63                     |
| Segon Doctor   | Temporada 6                   | Dissabtes                                              | 44       | 10 d'agost 1968                                                                                         | 6,1                      | 21 de juny de 1969         | 5,0                      | 6,57                     |
| Tercer Doctor  | Temporada 7                   | Dissabtes                                              | 25       | 3 de gener de 1970                                                                                      | 8,4                      | 20 de juny de 1970         | 5,5                      | 7,18                     |
| Tercer Doctor  | Temporada 8                   | Dissabtes                                              | 25       | 2 de gener de 1971                                                                                      | 7,3                      | 19 de juny de 1971         | 8,3                      | 7,96                     |
| Tercer Doctor  | Temporada 9                   | Dissabtes                                              | 26       | 1 de gener de 1972                                                                                      | 9,8                      | 24 de juny de 1972         | 7,6                      | 8,48                     |
| Tercer Doctor  | Temporada 10                  | Dissabtes                                              | 26       | 30 de desembre de 1972                                                                                  | 9,6                      | 23 de juny de 1973         | 7,0                      | 8,98                     |
| Tercer Doctor  | Temporada 11                  | Dissabtes                                              | 26       | 15 de desembre de 1973                                                                                  | 8,7                      | 8 de desembre de 1974      | 8,9                      | 8,78                     |
| Quart Doctor   | Temporada 12                  | Dissabtes                                              | 20       | 28 de desembre de 1974                                                                                  | 10,1                     | 10 de maig de 1975         | 9,0                      | 10,14                    |
| Quart Doctor   | Temporada 13                  | Dissabtes                                              | 26       | 30 d'agost de 1975                                                                                      | 7,5                      | 6 de març de 1976          | 10,9                     | 10,08                    |
| Quart Doctor   | Temporada 14                  | Dissabtes                                              | 26       | 4 de setembre de 1976                                                                                   | 9,5                      | 2 d'abril de 1977          | 10,4                     | 11,17                    |
| Quart Doctor   | Temporada 15                  | Dissabtes                                              | 26       | 3 de setembre de 1977                                                                                   | 8,4                      | 11 de març de 1978         | 10,5                     | 8,91                     |
| Quart Doctor   | Temporada 16                  | Dissabtes                                              | 26       | 2 de setembre de 1978                                                                                   | 8,1                      | 24 de febrer de 1979       | 8,5                      | 8,56                     |
| Quart Doctor   | Temporada 17                  | Dissabtes                                              | 20       | 1 de setembre de 1979                                                                                   | 13,5                     | 12 de gener de 1980        | 8,8                      | 11,22                    |
| Quart Doctor   | Temporada 18                  | Dissabtes                                              | 28       | 30 d'agost de 1980                                                                                      | 5,1                      | 21 de març de 1981         | 6,7                      | 5,81                     |
| Cinquè Doctor  | Temporada 19                  | Dilluns i dimarts                                      | 26       | 4 de gener de 1982                                                                                      | 9,6                      | 30 de març de 1982         | 8,9                      | 9,30                     |
| Cinquè Doctor  | Temporada 20                  | Dilluns i dimarts                                      | 22       | 4 de gener de 1983                                                                                      | 7,2                      | 16 de març de 1983         | 7,55                     | 7,00                     |
| Cinquè Doctor  | Especial 20è aniversari       | Divendres                                              | 1        | 25 de novembre de 1983                                                                                  | 7.7                      | N/D                        | N/D                      | 7.7                      |
| Cinquè Doctor  | Temporada 21                  | Dijous i divendres                                     | 24       | 5 de gener de 1984                                                                                      | 7,25                     | 30 de març de 1984         | 7,1                      | 8,37                     |
| Sisè Doctor    | Temporada 22                  | Dissabtes                                              | 13       | 5 de gener de 1985                                                                                      | 8,05                     | 30 de març de 1985         | 7,55                     | 7,17                     |
| Sisè Doctor    | Temporada 23                  | Dissabtes                                              | 14       | 6 de setembre de 1986                                                                                   | 4,35                     | 6 de desembre de 1986      | 5,0                      | 4,83                     |
| Setè Doctor    | Temporada 24                  | Dilluns                                                | 14       | 7 de setembre de 1987                                                                                   | 4,63                     | 7 de desembre de 1987      | 5,07                     | 4,98                     |
| Setè Doctor    | Temporada 25                  | Dimecres                                               | 14       | 5 d'octubre de 1988                                                                                     | 5,35                     | 4 de gener de 1988         | 5,45                     | 5,35                     |
| Setè Doctor    | Temporada 26                  | Dimecres                                               | 14       | 6 de setembre de 1989                                                                                   | 3,65                     | 6 de desembre de 1989      | 4,9                      | 4,19                     |
| Vuitè Doctor   | Doctor Who (pel·lícula)       | Dissabte (Canadà) Dimarts (EUA) Dilluns (Regne Unit)   | 1        | 12 de maig de 1996 (Canadà) 14 de maig de 1996 (EUA) 27 de maig de 1996 (Regne Unit)                    | — 5,6 (EUA) 9,1 (EUA)    | —                          | —                        | 7,35                     |
| Novè Doctor    | Sèrie 1 (Temporada 27)        | Dissabte                                               | 13       | 26 de març de 2005                                                                                      | 10,81                    | 17 de juny de 2005         | 6,91                     | 7,31                     |
| Desè Doctor    | Especial de Nadal de 2005     | Diumenge                                               | 1        | 25 de desembre de 2005                                                                                  | 9,84                     | —                          | —                        | 9,84                     |
| Desè Doctor    | Sèrie 2 (Temporada 28)        | Dissabte                                               | 13       | 15 d'abril de 2006                                                                                      | 8,62                     | 8 de juliol de 2006        | 8,22                     | 7,64                     |
| Desè Doctor    | Especial de Nadal de 2006     | Dilluns                                                | 1        | 25 de desembre de 2006                                                                                  | 9,35                     | —                          | —                        | 9,35                     |
| Desè Doctor    | Sèrie 3 (Temporada 29)        | Dissabte                                               | 13       | 31 de març de 2007                                                                                      | 8,71                     | 30 de juny de 2007         | 8,61                     | 7,54                     |
| Desè Doctor    | Especial de Nadal de 2007     | Dimarts                                                | 1        | 25 de desembre de 2007                                                                                  | 13,31                    | —                          | —                        | 13,31                    |
| Desè Doctor    | Sèrie 4 (Temporada 30)        | Dissabte                                               | 13       | 5 d'abril de 2008                                                                                       | 9,14                     | 5 de juliol de 2008        | 10,57                    | 8,04                     |
| Desè Doctor    | Especials 2008–2010           | Dijous (1) Dissabte (2) Diumenge (3) Divendres (4 y 5) | 5        | 25 de desembre de 2008 (1) 11 d'abril de 2009 (2) 15 de novembre de 2009 (3) 25 de desembre de 2009 (4) | 13,10 9,75 10,32 12,04   | 1 de gener de 2010 (5)     | 12,27                    | 11,45                    |
| Onzè Doctor    | Sèrie 5 (Temporada 31)        | Dissabte                                               | 13       | 3 d'abril de 2010                                                                                       | 10,09                    | 26 de juny de 2010         | 6,70                     | 7,73                     |
| Onzè Doctor    | Especial de Nadal de 2010     | Dissabte                                               | 1        | 25 de desembre de 2010                                                                                  | 12,19                    | —                          | —                        | 12,19                    |
| Onzè Doctor    | Sèrie 6 (Temporada 32)        | Dissabte                                               | 13       | 23 d'abril de 2011                                                                                      | 8,86                     | 1 d'octubre de 2011        | 7,67                     | 7,51                     |
| Onzè Doctor    | Especial de Nadal de 2011     | Diumenge                                               | 1        | 25 de desembre de 2011                                                                                  | 10,77                    | —                          | —                        | 10,77                    |
| Onzè Doctor    | Sèrie 7 (Temporada 33) Part 1 | Dissabte                                               | 5        | 1 de setembre de 2012                                                                                   | 8,33                     | 29 September 2012          | 7,82                     | 7,96                     |
| Onzè Doctor    | Especial de Nadal de 2012     | Dimarts                                                | 1        | 25 de desembre de 2012                                                                                  | 9,87                     | —                          | —                        | 9,87                     |
| Onzè Doctor    | Sèrie 7 (Temporada 33) Part 2 | Dissabte                                               | 8        | 30 de març de 2013                                                                                      | 8,44                     | 18 de maig de 2013         | 7,45                     | 7,83                     |
| Onzè Doctor    | Especials de 2013             | Dissabte (1) Dimecres (2)                              | 2        | 23 de novembre de 2013 (1)                                                                              | 12,8                     | 25 de desembre de 2013 (2) | 11,14                    | —                        |
| Dotzè Doctor   | Sèrie 8 (Temporada 34)        | Dissabte                                               | 12       | 23 d'agost de 2014                                                                                      | 9,17                     | 08 de novembre de 2014     | 7,60                     | 7,26                     |
| Dotzè Doctor   | Especials de 2014             | Dijous                                                 | 1        | 25 de desembre de 2014                                                                                  | 8,28                     | —                          | —                        | 8,28                     |
| Dotzè Doctor   | Sèrie 9 (Temporada 35)        | Dissabte                                               | 12       | 19 de setembre de 2015                                                                                  | 6,54                     | 05 de desembre de 2015     | 6,17                     | 6,03                     |
| Dotzè Doctor   | Especials de 2015             | Divendres                                              | 1        | 25 de desembre de 2015                                                                                  | 7,69                     | —                          | —                        | 7,69                     |
| Dotzè Doctor   | Especials de 2016             | Diumenge                                               | 1        | 25 de desembre de 2016                                                                                  | 7,83                     | —                          | —                        | 7,83                     |
| Dotzè Doctor   | Sèrie 10 (Temporada 36)       | Dissabte                                               | 12       | 15 d'abril de 2017                                                                                      | 6,68                     | 01 de juliol de 2017       | 5,30                     | 5,45                     |
| Dotzè Doctor   | Especials de 2017             | Dilluns                                                | 1        | 25 de desembre de 2017                                                                                  | 7,92                     | —                          | —                        | 7,92                     |
| Tretzè Doctor  | Sèrie 11 (Temporada 37)       | Diumenge                                               | 10       | 07 d'octubre de 2018                                                                                    | 10,96                    | 09 de desembre de 2018     | 6,65                     | 7,96                     |
| Tretzè Doctor  | Especials de 2019             | Dimarts                                                | 1        | 01 de gener de 2019                                                                                     | 7,13                     | —                          | —                        | 7,13                     |
| Tretzè Doctor  | Sèrie 12 (Temporada 38)       | Diumenge                                               | 10       | 01 de gener de 2020                                                                                     | 6,89                     | 01 de març de 2020         | 4,69                     | 5,40                     |
| Tretzè Doctor  | Especials de 2021             | Divendres                                              | 1        | 01 de gener de 2021                                                                                     | 6,35                     | —                          | —                        | 6,35                     |
| Tretzè Doctor  | Sèrie 13 (Temporada 39)       | TBA                                                    | 8        | 2021 | —                        | TBA                        | —                        | —                        |
| Tretzè Doctor  | Especials de 2022             | Dissabte (1) Diumenge (2 i 3)                          | 3        | 1 de gener de 2022 (1) 17 d'abril de 2022 (2)                                                           | —                        | 23 d'octubre de 2022 (3)   | —                        | —                        |
| Catorzè Doctor | Especials de 2023             | Dissabte                                               | 3        | 25 de novembre de 2023 (1) 2 de desembre de 2023(2)                                                     | —                        | 9 de desembre (3)          | —                        | 7,20                     |
| Quinzè Doctor  | Especial de Nadal 2023        | Dilluns                                                | 1        | 25 de desembre de 2023                                                                                  | —                        |                            | —                        | 7,49                     |
| Quinzè Doctor  | Temporada 14                  | Dissabte                                               | 8        | 11 de maig de 2024                                                                                      | —                        | 22 de juny de 2024         | —                        | —                        |

## Primer Doctor

### Temporada 1 (1963–1964)
| Núm. d'història | Títol                                                               | Codi | Episodis | Autor                           | Director                           | Emissió original |
| --------------- | ------------------------------------------------------------------- | ---- | --- | ------------------------------- | ---------------------------------- | --- |
| 001             | An Unearthly Child aka 100,000 BC aka The Tribe of Gum              | A    | An Unearthly Child The Cave of Skulls The Forest of Fear The Firemaker                                                                                         | Anthony Coburn (i C. E. Webber) | Waris Hussein                      | 23 de novembre de 1963 30 de novembre de 1963 7 de desembre de 1963 14 de desembre de 1963                                                      |
| 002             | The Daleks aka The Mutants aka The Dead Planet                      | B    | The Dead Planet The Survivors The Escape The Ambush The Expedition The Ordeal The Rescue                                                                       | Terry Nation                    | Richard Martin i Christopher Barry | 21 de desembre de 1963 28 de desembre de 1963 4 de gener de 1964 11 de enero de 1964 18 de gener de 1964 25 de gener de 1964 1 de gener de 1964 |
| 003             | The Edge of Destruction aka Inside the Spaceship aka Beyond the Sun | C    | The Edge of Destruction The Brink of Disaster | David Whitaker                  | Richard Martin i Frank Cox         | 8 de febrer de 1964 15 de febrer de 1964 |
| 004             | Marco Polo aka A Journey to Cathay                                  | D    | The Roof of the World The Singing Sands Five Hundred Eyes The Wall of Lies Rider from Shang-Tu Mighty Kublai Khan Assassin at Peking (tots perduts)            | John Lucarotti                  | Waris Hussein                      | 22 de febrer de 1964 29 de febrer de 1964 7 de març de 1964 14 de març de 1964 21 de març de 1964 28 de març de 1964 4 d'abril de 1964          |
| 005             | The Keys of Marinus aka The Sea of Death                            | E    | The Sea of Death The Velvet Web The Screaming Jungle The Snows of Terror Sentence of Death The Keys of Marinus                                                 | Terry Nation                    | John Gorrie                        | 11 d'abril de 1964 18 d'abril de 1964 25 d'abril de 1964 2 de maig de 1964 9 de maig de 1964 16 de maig de 1964                                 |
| 006             | The Aztecs                                                          | F    | The Temple of Evil The Warriors of Death The Bride of Sacrifice The Day of Darkness                                                                            | John Lucarotti                  | John Crockett                      | 23 de maig de 1964 30 de maig de 1964 6 de juny de 1964 13 de juny de 1964                                                                      |
| 007             | The Sensorites                                                      | G    | Strangers in Space The Unwilling Warriors Hidden Danger A Race Against Death Kidnap A Desperate Venture                                                        | Peter R. Newman                 | Mervyn Pinfield i Frank Cox        | 20 de juny de 1964 27 de juny de 1964 11 de juny de 1964 18 de juliol de 1964 25 de juliol de 1964 1 d'agost de 1964                            |
| 008             | The Reign of Terror aka The French Revolution                       | H    | A Land of Fear Guests of Madame Guillotine A Change of Identity The Tyrant of France A Bargain of Necessity Prisoners of Conciergerie (episodis 4 i 5 perduts) | Dennis Spooner                  | Henric Hirsch i John Gorrie        | 8 d'agost de 1964 15 d'agost de 1964 22 d'agost de 1964 29 d'agost de 1964 5 de setembre de 1964 12 de setembre de 1964                         |

### Temporada 2 (1964–1965)
| Núm. d'història | Títol                                           | Codi | Episodis | Autor          | Director                           | Emissió original |
| --------------- | ----------------------------------------------- | ---- | --- | -------------- | ---------------------------------- | --- |
| 009             | Planet of Giants                                | J    | Planet of Giants Dangerous Journey Crisis                                                                                     | Louis Marks    | Mervyn Pinfield i Douglas Camfield | 31 d'octubre de 1964 7 de novembre de 1964 14 de novembre de 1964                                                                        |
| 010             | The Dalek Invasion of Earth aka World's End     | K    | World's End The Daleks Day of Reckoning The End of Tomorrow The Waking Ally Flashpoint                                        | Terry Nation   | Richard Martin                     | 21 de novembre de 1964 28 de novembre de 1964 5 de desembre de 1964 12 de desembre de 1964 19 de desembre de 1964 26 de desembre de 1964 |
| 011             | The Rescue                                      | L    | The Powerful Enemy Desperate Measures                                                                                         | David Whitaker | Christopher Barry                  | 2 de gener de 1965 9 de gener de 1965 |
| 012             | The Romans                                      | M    | The Slave Traders All Roads Lead to Rome Conspiracy Inferno                                                                   | Dennis Spooner | Christopher Barry                  | 16 de gener de 1965 23 de gener de 1965 30 de gener de 1965 6 de febrer de 1965                                                          |
| 013             | The Web Planet aka The Zarbi                    | N    | The Web Planet The Zarbi Escape to Danger Crater of Needles Invasion The Centre                                               | Bill Strutton  | Richard Martin                     | 13 de febrer de 1965 20 de febrer de 1965 27 de febrer de 1965 6 de març de 1965 13 de març de 1965 20 de març de 1965                   |
| 014             | The Crusade aka The Lionheart aka The Crusaders | P    | The Lion The Knight of Jaffa The Wheel of Fortune The Warlords (episodis 2 i 4 perduts)                                       | David Whitaker | Douglas Camfield                   | 27 de març de 1965 3 d'abril de 1965 10 d'abril de 1965 17 d'abril de 1965                                                               |
| 015             | The Space Museum                                | Q    | The Space Museum The Dimensions of Time The Search The Final Phase                                                            | Glyn Jones     | Mervyn Pinfield                    | 24 d'abril de 1965 1 de maig de 1965 8 de maig de 1965 15 de maig de 1965                                                                |
| 016             | The Chase                                       | R    | The Executioners The Death of Time Flight Through Eternity Journey into Terror The Death of Doctor Who The Planet of Decision | Terry Nation   | Richard Martin i Douglas Camfield  | 22 de maig de 1965 29 de maig de 1965 5 de juny de 1965 12 de juny de 1965 19 de juny de 1965 26 de juny de 1965                         |
| 017             | The Time Meddler                                | S    | The Watcher" The Meddling Monk A Battle of Wits Checkmate                                                                     | Dennis Spooner | Douglas Camfield                   | 3 de juliol de 1965 10 de juliol de 1965 17 de juliol de 1965 24 de juliol de 1965                                                       |

### Temporada 3 (1965–1966)
| Núm. d'història | Títol                                                 | Codi         | Episodis | Autor                           | Director                         | Emissió original |
| --------------- | ----------------------------------------------------- | ------------ | --- | ------------------------------- | -------------------------------- | --- |
| 018             | Galaxy 4                                              | T            | Four Hundred Dawns Trap of Steel Air Lock The Exploding Planet (episodis 1, 2, i 4 perduts) | William Emms                    | Derek Martinus i Mervyn Pinfield | 11 de setembre de 1965 18 de setembre de 1965 25 de setembre de 1965 2 d'octubre de 1965 |
| 019             | Mission to the Unknown aka Dalek Cutaway              | T/A, TA o DC | Mission to the Unknown (perdut) | Terry Nation                    | Derek Martinus                   | 9 d'octubre de 1965 |
| 020             | The Myth Makers                                       | U            | Temple of Secrets Small Prophet, Quick Return Death of a Spy Horse of Destruction (tots perduts) | Donald Cotton                   | Michael Leeston-Smith            | 16 d'octubre de 1965 23 d'octubre de 1965 30 d'octubre de 1965 6 de novembre de 1965 |
| 021             | The Daleks' Master Plan                               | V            | The Nightmare Begins Day of Armageddon Devil's Planet The Traitors Counter Plot Coronas of the Sun The Feast of Steven Volcano Golden Death Escape Switch The Abandoned Planet Destruction of Time (episodis 1, 3, 4, 6–9, 11 i 12 perduts) | Terry Nation i Dennis Spooner   | Douglas Camfield                 | 13 de novembre de 1965 20 de novembre de 1965 27 de novembre de 1965 4 de desembre de 1965 11 de desembre de 1965 18 de desembre de 1965 25 de desembre de 1965 1 de gener de 1966 8 de gener de 1966 15 de gener de 1966 22 de gener de 1966 29 de gener de 1966 |
| 022             | The Massacre of St Bartholomew's Eve aka The Massacre | W            | War of God The Sea Beggar Priest of Death Bell of Doom (tots perduts) | John Lucarotti i Donald Tosh    | Paddy Russell                    | 5 de febrer de 1966 12 de febrer de 1966 19 de febrer de 1966 26 de febrer de 1966 |
| 023             | The Ark                                               | X            | The Steel Sky The Plague The Return The Bomb | Paul Erickson i Lesley Scott    | Michael Imison                   | 5 de març de 1966 12 de març de 1966 19 de març de 1966 26 de març de 1966 |
| 024             | The Celestial Toymaker                                | Y            | The Celestial Toyroom The Hall of Dolls The Dancing Floor The Final Test (episodis 1–3 perduts) | Brian Hayles (i Donald Tosh)    | Bill Sellars                     | 2 d'abril de 1966 9 d'abril de 1966 16 d'abril de 1966 23 d'abril de 1966 |
| 025             | The Gunfighters                                       | Z            | A Holiday for the Doctor Don't Shoot the Pianist Johnny Ringo The OK Corral | Donald Cotton                   | Rex Tucker                       | 30 d'abril de 1966 7 de maig de 1966 14 de maig de 1966 21 de maig de 1966 |
| 026             | The Savages                                           | AA           | 4 episodis (tots perduts) | Ian Stuart Black                | Christopher Barry                | 28 de maig – 18 de juny de 1966 |
| 027             | The War Machines                                      | BB           | 4 episodis | Ian Stuart Black (i Kit Pedler) | Michael Ferguson                 | 25 de juny – 16 de juliol de 1966 |

### Temporada 4 (1966–1967)
| Núm. d'història | Títol            | Codi | Episodis                                           | Autor                    | Director       | Emissió original                     |
| --------------- | ---------------- | ---- | -------------------------------------------------- | ------------------------ | -------------- | ------------------------------------ |
| 028             | The Smugglers    | CC   | 4 episodis (tots perduts)                          | Brian Hayles             | Julia Smith    | 10 de setembre – 1 d'octubre de 1966 |
| 029             | The Tenth Planet | DD   | 4 episodis (episodi 4 perdut excepte escena final) | Kit Pedler i Gerry Davis | Derek Martinus | 8–29 d'octubre de 1966               |

## Segon Doctor

### Continuació temporada 4 (1966–1967)
| Núm. d'història | Títol                   | Codi | Episodis                              | Autor                             | Director          | Emissió original                            |
| --------------- | ----------------------- | ---- | ------------------------------------- | --------------------------------- | ----------------- | ------------------------------------------- |
| 030             | The Power of the Daleks | EE   | 6 episodis (tots perduts)             | David Whitaker (i Dennis Spooner) | Christopher Barry | 5 de novembre – 10 de desembre de 1966      |
| 031             | The Highlanders         | FF   | 4 episodis (tots perduts)             | Elwyn Jones i Gerry Davis         | Hugh David        | 17 de desembre de 1966 – 7 de gener de 1967 |
| 032             | The Underwater Menace   | GG   | 4 episodios (episodis 1 i 4 perduts)  | Geoffrey Orme                     | Julia Smith       | 14 de gener de – 4 de febrer de 1967        |
| 033             | The Moonbase            | HH   | 4 episodis (episodis 1 i 3 perduts)   | Kit Pedler                        | Morris Barry      | 11 de febrer – 4 de març de 1967            |
| 034             | The Macra Terror        | JJ   | 4 episodis (tots perduts)             | Ian Stuart Black                  | John Davies       | 11 de març – 1 d'abril de 1967              |
| 035             | The Faceless Ones       | KK   | 6 episodis (episodis 2 i 4–6 perduts) | David Ellis i Malcolm Hulke       | Gerry Mill        | 8 d'abril – 13 de maig 1967                 |
| 036             | The Evil of the Daleks  | LL   | 7 episodis (episodis 1 i 3–7 perduts) | David Whitaker                    | Derek Martinus    | 20 de maig – 1 de juliol de 1967            |

### Temporada 5 (1967–1968)
| Núm. d'història | Títol                    | Codi | Episodis                                | Autor                          | Director             | Emissió original                             |
| --------------- | ------------------------ | ---- | --------------------------------------- | ------------------------------ | -------------------- | -------------------------------------------- |
| 037             | The Tomb of the Cybermen | MM   | 4 episodis                              | Kit Pedler i Gerry Davis       | Morris Barry         | 2–23 de setembre de 1967                     |
| 038             | The Abominable Snowmen   | NN   | 6 episodis (episodis 1 i 3–6 perduts)   | Mervyn Haisman i Henry Lincoln | Gerald Blake         | 30 de setembre – 4 de novembre de 1967       |
| 039             | The Ice Warriors         | OO   | 6 episodis (episodis 2 i 3 perduts)     | Brian Hayles                   | Derek Martinus       | 11 de novembre – 16 de desembre de 1967      |
| 040             | The Enemy of the World   | PP   | 6 episodis                              | David Whitaker                 | Barry Letts          | 23 de desembre de 1967 – 27 de gener de 1968 |
| 041             | The Web of Fear          | QQ   | 6 episodis (episodi 3 perdut)           | Mervyn Haisman i Henry Lincoln | Douglas Camfield     | 3 de febrer – 9 de març de 1968              |
| 042             | Fury from the Deep       | RR   | 6 episodis (tots perduts)               | Victor Pemberton               | Hugh David           | 16 de març – 20 d'abril de 1968              |
| 043             | The Wheel in Space       | SS   | 6 episodis (episodis 1–2 i 4–5 perduts) | David Whitaker i Kit Pedler    | Tristan de Vere Cole | 27 d'abril – 1 de juny de 1968               |

### Temporada 6 (1968–1969)
| Núm. d'història | Títol              | Codi | Episodis                                                        | Autor                                                      | Director         | Emissió original                             |
| --------------- | ------------------ | ---- | --------------------------------------------------------------- | ---------------------------------------------------------- | ---------------- | -------------------------------------------- |
| 044             | The Dominators     | TT   | 5 episodis                                                      | Norman Ashby (pseudònim de Mervyn Haisman i Henry Lincoln) | Morris Barry     | 10 d'agost – 7 de setembre de 1968           |
| 045             | The Mind Robber    | UU   | 5 episodis (20 minuts cadascun)                                 | Peter Ling (i Derrick Sherwin)                             | David Maloney    | 14 de setembre – 12 d'octubre de 1968        |
| 046             | The Invasion       | VV   | 8 episodis (episodis 1 i 4 perduts però restaurats en animació) | Derrick Sherwin i Kit Pedler                               | Douglas Camfield | 2 de novembre – 21 de desembre de 1968       |
| 047             | The Krotons        | WW   | 4 episodis                                                      | Robert Holmes                                              | David Maloney    | 28 de desembre de 1968 – 18 de gener de 1969 |
| 048             | The Seeds of Death | XX   | 6 episodis                                                      | Brian Hayles (i Terrance Dicks)                            | Michael Ferguson | 25 de gener – 1 de març de 1969              |
| 049             | The Space Pirates  | YY   | 6 episodis (episodis 1 i 3–6 perduts)                           | Robert Holmes                                              | Michael Hart     | 8 de març – 12 d'abril de 1969               |
| 050             | The War Games      | ZZ   | 10 episodis                                                     | Malcolm Hulke i Terrance Dicks                             | David Maloney    | 19 d'abril – 21 de juny de 1969              |

## Tercer Doctor

### Temporada 7 (1970)
| Núm. d'història | Títol                        | Codi | Episodis   | Autor                                      | Director                       | Emissió original                 |
| --------------- | ---------------------------- | ---- | ---------- | ------------------------------------------ | ------------------------------ | -------------------------------- |
| 051             | Spearhead from Space         | AAA  | 4 episodis | Robert Holmes                              | Derek Martinus                 | 3–24 de gener de 1970            |
| 052             | Doctor Who and the Silurians | BBB  | 7 episodis | Malcolm Hulke                              | Timothy Combe                  | 31 de gener – 14 de març de 1970 |
| 053             | The Ambassadors of Death     | CCC  | 7 episodis | David Whitaker, Trevor Ray i Malcolm Hulke | Michael Ferguson               | 21 de març – 2 de maig de 1970   |
| 054             | Inferno                      | DDD  | 7 episodis | Don Houghton                               | Douglas Camfield i Barry Letts | 9 de maig – 20 de juny de 1970   |

### Temporada 8 (1971)
| Núm. d'història | Títol                | Codi | Episodis                                              | Autor                                                    | Director          | Emissió original                |
| --------------- | -------------------- | ---- | ----------------------------------------------------- | -------------------------------------------------------- | ----------------- | ------------------------------- |
| 055             | Terror of the Autons | EEE  | 4 episodis                                            | Robert Holmes                                            | Barry Letts       | 2–23 de gener de 1971           |
| 056             | The Mind of Evil     | FFF  | 6 episodis (Tots es conserven només en blanc i negre) | Don Houghton                                             | Timothy Combe     | 30 de gener – 6 de març de 1971 |
| 057             | The Claws of Axos    | GGG  | 4 episodis                                            | Bob Baker i Dave Martin                                  | Michael Ferguson  | 13 de març – 3 d'abril de 1971  |
| 058             | Colony in Space      | HHH  | 6 episodis                                            | Malcolm Hulke                                            | Michael E. Briant | 10 d'abril – 15 de maig de 1971 |
| 059             | The Dæmons           | JJJ  | 5 episodis                                            | "Guy Leopold" (pseudònim de Robert Sloman i Barry Letts) | Christopher Barry | 22 de maig – 19 de juny de 1971 |

### Temporada 9 (1972)
| Núm. d'història | Títol                | Codi | Episodis   | Autor                         | Director          | Emissió original                   |
| --------------- | -------------------- | ---- | ---------- | ----------------------------- | ----------------- | ---------------------------------- |
| 060             | Day of the Daleks    | KKK  | 4 episodis | Louis Marks                   | Paul Bernard      | 1–22 de gener de 1972              |
| 061             | The Curse of Peladon | MMM  | 4 episodis | Brian Hayles                  | Lennie Mayne      | 29 de gener – 19 de febrer de 1972 |
| 062             | The Sea Devils       | LLL  | 6 episodis | Malcolm Hulke                 | Michael Briant    | 26 de febrer – 1 d'abril de 1972   |
| 063             | The Mutants          | NNN  | 6 episodis | Bob Baker i Dave Martin       | Christopher Barry | 8 d'abril – 13 de maig de 1972     |
| 064             | The Time Monster     | OOO  | 6 episodis | Robert Sloman (i Barry Letts) | Paul Bernard      | 20 de maig – 24 de juny de 1972    |

### Temporada 10 (1972–1973)
| Núm. d'història | Títol                | Codi | Episodis                             | Autor                         | Director       | Emissió original                             |
| --------------- | -------------------- | ---- | ------------------------------------ | ----------------------------- | -------------- | -------------------------------------------- |
| 065             | The Three Doctors    | RRR  | 4 episodis - Especial 10è aniversari | Bob Baker i Dave Martin       | Lennie Mayne   | 30 de desembre de 1972 – 20 de gener de 1973 |
| 066             | Carnival of Monsters | PPP  | 4 episodis                           | Robert Holmes                 | Barry Letts    | 27 de gener – 17 de febrer de 1973           |
| 067             | Frontier in Space    | QQQ  | 6 episodis                           | Malcolm Hulke                 | Paul Bernard   | 24 de febrer – 31 de març de 1973            |
| 068             | Planet of the Daleks | SSS  | 6 episodis                           | Terry Nation                  | David Maloney  | 7 d'abril – 12 de maig de 1973               |
| 069             | The Green Death      | TTT  | 6 episodis                           | Robert Sloman (i Barry Letts) | Michael Briant | 19 de maig – 23 de juny de 1973              |

### Temporada 11 (1973–1974)
| Núm. d'història | Títol                     | Codi | Episodis   | Autor                         | Director       | Emissió original                            |
| --------------- | ------------------------- | ---- | ---------- | ----------------------------- | -------------- | ------------------------------------------- |
| 070             | The Time Warrior          | UUU  | 4 episodis | Robert Holmes                 | Alan Bromly    | 15 de desembre de 1973 – 5 de gener de 1974 |
| 071             | Invasion of the Dinosaurs | WWW  | 6 episodis | Malcolm Hulke                 | Paddy Russell  | 12 de gener – 16 de febrer de 1974          |
| 072             | Death to the Daleks       | XXX  | 4 episodis | Terry Nation                  | Michael Briant | 23 de febrer – 16 de març de 1974           |
| 073             | The Monster of Peladon    | YYY  | 6 episodis | Brian Hayles                  | Lennie Mayne   | 23 de març – 27 d'abril de 1974             |
| 074             | Planet of the Spiders     | ZZZ  | 6 episodis | Robert Sloman (i Barry Letts) | Barry Letts    | 4 de maig – 8 de juny de 1974               |

## Quart Doctor

### Temporada 12 (1974–1975)
| Núm. d'història | Títol                                                      | Codi | Episodis   | Autor                            | Director          | Emissió original                             | Emissió a Catalunya                             |
| --------------- | ---------------------------------------------------------- | ---- | ---------- | -------------------------------- | ----------------- | -------------------------------------------- | ----------------------------------------------- |
| 075             | Robot                                                      | 4A   | 4 episodis | Terrance Dicks                   | Christopher Barry | 28 de desembre de 1974 – 18 de gener de 1975 | 26/28/29 d'abril de 1988 3 de maig de 1988      |
| 076             | Una arca a l'espai The Ark in Space                        | 4C   | 4 episodis | Robert Holmes (i John Lucarotti) | Rodney Bennett    | 25 de gener – 15 de febrer de 1975           | 10/12/13/17 de maig de 1988                     |
| 077             | L'experiment Sontaran The Sontaran Experiment              | 4B   | 2 episodis | Bob Baker i Dave Martin          | Rodney Bennett    | 22 de febrer – 1 de març de 1975             | 5/6 de maig de 1988                             |
| 078             | La gènesi dels Dàleks Genesis of the Daleks                | 4E   | 6 episodis | Terry Nation                     | David Maloney     | 8 de març – 12 d'abril de 1975               | 27/31 de maig de 1988 7/9/10/16 de juny de 1988 |
| 079             | La venjança dels homes cibernètics Revenge of the Cybermen | 4D   | 4 episodis | Gerry Davis                      | Michael Briant    | 19 d'abril – 10 de maig de 1975              | 19/20/24/26 de juny de 1988                     |

### Temporada 13 (1975–1976)
| Núm. d'història | Títol                                          | Codi | Episodis   | Autor                                                       | Director          | Emissió original                        | Emissió a Catalunya                              |
| --------------- | ---------------------------------------------- | ---- | ---------- | ----------------------------------------------------------- | ----------------- | --------------------------------------- | ------------------------------------------------ |
| 080             | El terror dels Zygons Terror of the Zygons     | 4F   | 4 episodis | Robert Banks Stewart                                        | Douglas Camfield  | 30 d'agost – 20 de setembre de 1975     | 17/21/23/24 de juny de 1988                      |
| 081             | El planeta diabòlic Planet of Evil             | 4H   | 4 episodis | Louis Marks                                                 | David Maloney     | 27 de setembre – 18 d'octubre de 1975   | 5/6/12/13 de juliol de 1988                      |
| 082             | Les piràmides de Mart Pyramids of Mars         | 4G   | 4 episodis | Stephen Harris (pseudònim de Robert Holmes i Lewis Greifer) | Paddy Russell     | 25 d'octubre – 15 de novembre de 1975   | 27/28/30 de juny de 1988 1 de juliol de 1988     |
| 083             | La invasió dels androides The Android Invasion | 4J   | 4 episodis | Terry Nation                                                | Barry Letts       | 22 de novembre – 13 de desembre de 1975 | 14/15/19/20 de juliol de 1988                    |
| 084             | El cervell de Morbius The Brain of Morbius     | 4K   | 4 episodis | Robin Bland (pseudònim de Terrance Dicks i Robert Holmes)   | Christopher Barry | 3–24 de gener de 1976                   | 21/22/25/26 de juliol de 1988                    |
| 085             | Les llavors de la destrucció The Seeds of Doom | 4L   | 6 episodis | Robert Banks Stewart                                        | Douglas Camfield  | 31 de gener – 6 de març de 1976         | 27/28/29 de juliol de 1988 1/2/3 d'agost de 1988 |

### Temporada 14 (1976–1977)
| Núm. d'història | Títol                                             | Codi | Episodis   | Autor                                  | Director        | Emissió original                      | Emissió a Catalunya     |
| --------------- | ------------------------------------------------- | ---- | ---------- | -------------------------------------- | --------------- | ------------------------------------- | ----------------------- |
| 086             | La màscara de Mandragora The Masque of Mandragora | 4M   | 4 episodis | Louis Marks                            | Rodney Bennett  | 4–25 de setembre de 1976              | 4/5/8/9 d'agost de 1988 |
| 087             | The Hand of Fear                                  | 4N   | 4 episodis | Bob Baker i Dave Martin                | Lennie Mayne    | 2–23 d'octubre de 1976                |                         |
| 088             | The Deadly Assassin                               | 4P   | 4 episodis | Robert Holmes                          | David Maloney   | 30 d'octubre – 20 de novembre de 1976 |                         |
| 089             | The Face of Evil                                  | 4Q   | 4 episodis | Chris Boucher                          | Pennant Roberts | 1–22 de gener de 1977                 |                         |
| 090             | The Robots of Death                               | 4R   | 4 episodis | Chris Boucher                          | Michael Briant  | 29 de gener – 19 de febrer de 1977    |                         |
| 091             | The Talons of Weng-Chiang                         | 4S   | 6 episodis | Robert Holmes (i Robert Banks Stewart) | David Maloney   | 26 de febrer – 2 d'abril de 1977      |                         |

### Temporada 15 (1977–1978)
| Núm. d'història | Títol                | Codi | Episodis   | Autor                                                     | Director              | Emissió original                        |
| --------------- | -------------------- | ---- | ---------- | --------------------------------------------------------- | --------------------- | --------------------------------------- |
| 092             | Horror of Fang Rock  | 4V   | 4 episodis | Terrance Dicks                                            | Paddy Russell         | 3–24 de setembre de 1977                |
| 093             | The Invisible Enemy  | 4T   | 4 episodis | Bob Baker i Dave Martin                                   | Derrick Goodwin       | 1–22 d'octubre de 1977                  |
| 094             | Image of the Fendahl | 4X   | 4 episodis | Chris Boucher                                             | George Spenton-Foster | 29 d'octubre – 19 de novembre de 1977   |
| 095             | The Sun Makers       | 4W   | 4 episodis | Robert Holmes                                             | Pennant Roberts       | 26 de novembre – 17 de desembre de 1977 |
| 096             | Underworld           | 4Y   | 4 episodis | Bob Baker i Dave Martin                                   | Norman Stewart        | 7–28 de gener de 1978                   |
| 097             | The Invasion of Time | 4Z   | 6 episodis | David Agnew (pseudònim de Graham Williams i Anthony Read) | Gerald Blake          | 4 de febrer – 11 de març de 1978        |

### Temporada 16 (The Key to Time) (1978-1979)
| Núm. d'història | Títol                 | Codi | Episodis   | Autor                   | Director              | Emissió original                             |
| --------------- | --------------------- | ---- | ---------- | ----------------------- | --------------------- | -------------------------------------------- |
| 098             | The Ribos Operation   | 5A   | 4 episodis | Robert Holmes           | George Spenton-Foster | 2–23 de setembre de 1978                     |
| 099             | The Pirate Planet     | 5B   | 4 episodis | Douglas Adams           | Pennant Roberts       | 30 de setembre – 21 d'octubre de 1978        |
| 100             | The Stones of Blood   | 5C   | 4 episodis | David Fisher            | Darrol Blake          | 28 d'octubre – 18 de novembre de 1978        |
| 101             | The Androids of Tara  | 5D   | 4 episodis | David Fisher            | Michael Hayes         | 25 de novembre – 16 de desembre de 1978      |
| 102             | The Power of Kroll    | 5E   | 4 episodis | Robert Holmes           | Norman Stewart        | 23 de desembre de 1978 – 13 de gener de 1979 |
| 103             | The Armageddon Factor | 5F   | 6 episodis | Bob Baker i Dave Martin | Michael Hayes         | 20 de gener – 24 de febrer de 1979           |

### Temporada 17 (1979–1980)
| Núm. d'història | Títol                     | Codi | Episodis   | Autor                                                                    | Director          | Emissió original                             |
| --------------- | ------------------------- | ---- | ---------- | ------------------------------------------------------------------------ | ----------------- | -------------------------------------------- |
| 104             | Destiny of the Daleks     | 5J   | 4 episodis | Terry Nation                                                             | Ken Grieve        | 1–22 de setembre de 1979                     |
| 105             | City of Death             | 5H   | 4 episodis | David Agnew (pseudònim de Douglas Adams, Graham Williams i David Fisher) | Michael Hayes     | 29 de setembre – 20 d'octubre de 1979        |
| 106             | The Creature from the Pit | 5G   | 4 episodis | David Fisher                                                             | Christopher Barry | 27 d'octubre – 17 de novembre de 1979        |
| 107             | Nightmare of Eden         | 5K   | 4 episodis | Bob Baker                                                                | Alan Bromly       | 24 de novembre – 15 de desembre de 1979      |
| 108             | The Horns of Nimon        | 5L   | 4 episodis | Anthony Read                                                             | Kenny McBain      | 22 de desembre de 1979 – 12 de gener de 1980 |
| —               | Shada                     | 5M   | 6 episodis | Douglas Adams                                                            | Pennant Roberts   | Mai emesa                                    |

### Temporada 18 (1980–1981)
| Núm. d'història | Títol                | Codi | Episodis   | Autor                            | Director                   | Emissió original                        |
| --------------- | -------------------- | ---- | ---------- | -------------------------------- | -------------------------- | --------------------------------------- |
| 109             | The Leisure Hive     | 5N   | 4 episodis | David Fisher                     | Lovett Bickford            | 30 d'agost – 20 de setembre de 1980     |
| 110             | Meglos               | 5Q   | 4 episodis | John Flanagan i Andrew McCulloch | Terence Dudley             | 27 de setembre – 18 d'octubre de 1980   |
| 111             | Full Circle          | 5R   | 4 episodis | Andrew Smith                     | Peter Grimwade             | 25 d'octubre – 15 de novembre de 1980   |
| 112             | State of Decay       | 5P   | 4 episodis | Terrance Dicks                   | Peter Moffatt              | 22 de novembre – 13 de desembre de 1980 |
| 113             | Warriors' Gate       | 5S   | 4 episodis | Stephen Gallagher                | Paul Joyce i Graeme Harper | 3–24 de gener de 1981                   |
| 114             | The Keeper of Traken | 5T   | 4 episodis | Johnny Byrne                     | John Black                 | 31 de gener – 21 de febrer de 1981      |
| 115             | Logopolis            | 5V   | 4 episodis | Christopher H. Bidmead           | Peter Grimwade             | 28 de febrer – 21 de març de 1981       |

## Cinquè Doctor

### Temporada 19 (1982)
| Núm. d'història | Títol            | Codi | Episodis   | Autor                  | Director       | Emissió original        |
| --------------- | ---------------- | ---- | ---------- | ---------------------- | -------------- | ----------------------- |
| 116             | Castrovalva      | 5Z   | 4 episodis | Christopher H. Bidmead | Fiona Cumming  | 4–12 de gener de 1982   |
| 117             | Four to Doomsday | 5W   | 4 episodis | Terence Dudley         | John Black     | 18–26 de gener de 1982  |
| 118             | Kinda            | 5Y   | 4 episodis | Christopher Bailey     | Peter Grimwade | 1–9 de febrer de 1982   |
| 119             | The Visitation   | 5X   | 4 episodis | Eric Saward            | Peter Moffatt  | 15-23 de febrer de 1982 |
| 120             | Black Orchid     | 6A   | 2 episodis | Terence Dudley         | Ron Jones      | 1–2 de març de 1982     |
| 121             | Earthshock       | 6B   | 4 episodis | Eric Saward            | Peter Grimwade | 8–16 de març de 1982    |
| 122             | Time-Flight      | 6C   | 4 episodis | Peter Grimwade         | Ron Jones      | 22–30 de març de 1982   |

### Temporada 20 (1983)
| Núm. d'història | Títol             | Codi | Episodis   | Autor              | Director      | Emissió original        |
| --------------- | ----------------- | ---- | ---------- | ------------------ | ------------- | ----------------------- |
| 123             | Arc of Infinity   | 6E   | 4 episodis | Johnny Byrne       | Ron Jones     | 3–12 de gener de 1983   |
| 124             | Snakedance        | 6D   | 4 episodis | Christopher Bailey | Fiona Cumming | 18–26 de gener de 1983  |
| 125             | Mawdryn Undead    | 6F   | 4 episodis | Peter Grimwade     | Peter Moffatt | 1–9 de febrer de 1983   |
| 126             | Terminus          | 6G   | 4 episodis | Stephen Gallagher  | Mary Ridge    | 15-23 de febrer de 1983 |
| 127             | Enlightenment     | 6H   | 4 episodis | Barbara Clegg      | Fiona Cumming | 1–9 de març de 1983     |
| 128             | The King's Demons | 6J   | 2 episodis | Terence Dudley     | Tony Virgo    | 15–16 de març de 1983   |

### Especial 20è aniversari
| Núm. d'història | Títol            | Codi | Episodis                            | Autor          | Director      | Emissió original                                         |
| --------------- | ---------------- | ---- | ----------------------------------- | -------------- | ------------- | -------------------------------------------------------- |
| 129             | The Five Doctors | 6K   | Especial 20è aniversari (90 minuts) | Terrance Dicks | Peter Moffatt | 23 de novembre de 1983 (USA) 25 de novembre de 1983 (UK) |

### Temporada 21 (1984)
| Núm. d'història | Títol                      | Codi | Episodis                        | Autor                  | Director            | Emissió original                  |
| --------------- | -------------------------- | ---- | ------------------------------- | ---------------------- | ------------------- | --------------------------------- |
| 130             | Warriors of the Deep       | 6L   | 4 episodis                      | Johnny Byrne           | Pennant Roberts     | 5–13 de gener de 1984             |
| 131             | The Awakening              | 6M   | 2 episodis                      | Eric Pringle           | Michael Owen Morris | 19–20 de gener de 1984            |
| 132             | Frontios                   | 6N   | 4 episodis                      | Christopher H. Bidmead | Ron Jones           | 26 de gener – 3 de febrer de 1984 |
| 133             | Resurrection of the Daleks | 6P   | 2 episodis (45 minuts cadascun) | Eric Saward            | Matthew Robinson    | 8–15 de febrer de 1984            |
| 134             | Planet of Fire             | 6Q   | 4 episodis                      | Peter Grimwade         | Fiona Cumming       | 23 de febrer – 2 de març de 1984  |
| 135             | The Caves of Androzani     | 6R   | 4 episodis                      | Robert Holmes          | Graeme Harper       | 8–16 de març de 1984              |

## Sisè Doctor

### Continuació temporada 21 (1984)
| Núm. d'història | Títol            | Codi | Episodis   | Autor          | Director      | Emissió original   |
| --------------- | ---------------- | ---- | ---------- | -------------- | ------------- | ------------------ |
| 136             | The Twin Dilemma | 6S   | 4 episodis | Anthony Steven | Peter Moffatt | 22–30 de març 1984 |

### Temporada 22 (1985)
| Núm. d'història | Títol                    | Codi | Episodis   | Autor            | Director         | Emissió original                 |
| --------------- | ------------------------ | ---- | ---------- | ---------------- | ---------------- | -------------------------------- |
| 137             | Attack of the Cybermen   | 6T   | 2 episodis | Paula Moore      | Matthew Robinson | 5–12 de gener de 1985            |
| 138             | Vengeance on Varos       | 6V   | 2 episodis | Philip Martin    | Ron Jones        | 19–26 de gener de 1985           |
| 139             | The Mark of the Rani     | 6X   | 2 episodis | Pip i Jane Baker | Sarah Hellings   | 2–9 de febrer de 1985            |
| 140             | The Two Doctors          | 6W   | 3 episodis | Robert Holmes    | Peter Moffatt    | 16 de febrer – 2 de març de 1985 |
| 141             | Timelash                 | 6Y   | 2 episodis | Glen McCoy       | Pennant Roberts  | 9–16 de març de 1985             |
| 142             | Revelation of the Daleks | 6Z   | 2 episodis | Eric Saward      | Graeme Harper    | 23–30 de març de 1985            |

### Temporada 23 (The Trial of a Time Lord) (1986)
| Núm. d'història | Títol                  | Codi | Episodis                                 | Autor                            | Director         | Emissió original                       |
| --------------- | ---------------------- | ---- | ---------------------------------------- | -------------------------------- | ---------------- | -------------------------------------- |
| 143             | The Mysterious Planet  | 7A   | 4 episodis                               | Robert Holmes                    | Nicholas Mallett | 6–27 de setembre de 1986               |
| 143             | Mindwarp               | 7B   | 4 episodis                               | Philip Martin                    | Ron Jones        | 4–25 d'octubre de 1986                 |
| 143             | Terror of the Vervoids | 7C   | 4 episodis                               | Pip i Jane Baker                 | Chris Clough     | 1–22 de novembre de 1986               |
| 143             | The Ultimate Foe       | 7C   | 2 episodis (L'episodi 2 és de 30 minuts) | Robert Holmes i Pip i Jane Baker | Chris Clough     | 29 de novembre – 6 de desembre de 1986 |

## Setè Doctor

### Temporada 24 (1987)
| Núm. d'història | Títol                   | Codi | Episodis   | Autor            | Director         | Emissió original                       |
| --------------- | ----------------------- | ---- | ---------- | ---------------- | ---------------- | -------------------------------------- |
| 144             | Time and the Rani       | 7D   | 4 episodis | Pip i Jane Baker | Andrew Morgan    | 7–28 de setembre de 1987               |
| 145             | Paradise Towers         | 7E   | 4 episodis | Stephen Wyatt    | Nicholas Mallett | 5–26 d'octubre de 1987                 |
| 146             | Delta and the Bannermen | 7F   | 3 episodis | Malcolm Kohll    | Chris Clough     | 2–16 de novembre de 1987               |
| 147             | Dragonfire              | 7G   | 3 episodis | Ian Briggs       | Chris Clough     | 23 de novembre – 7 de desembre de 1987 |

### Temporada 25 (1988–1989)
| Núm. d'història | Títol                           | Codi | Episodis   | Autor           | Director      | Emissió original                                     |
| --------------- | ------------------------------- | ---- | ---------- | --------------- | ------------- | ---------------------------------------------------- |
| 148             | Remembrance of the Daleks       | 7H   | 4 episodis | Ben Aaronovitch | Andrew Morgan | 5–26 d'octubre de 1988                               |
| 149             | The Happiness Patrol            | 7L   | 3 episodis | Graeme Curry    | Chris Clough  | 2–16 de novembre de 1988                             |
| 150             | Silver Nemesis                  | 7K   | 3 episodis | Kevin Clarke    | Chris Clough  | 23 de novembre – 7 de desembre de 1988 (Reino Unido) |
| 151             | The Greatest Show in the Galaxy | 7J   | 4 episodis | Stephen Wyatt   | Alan Wareing  | 14 de desembre de 1988 – 4 de gener de 1989          |

### Temporada 26 (1989)
| Núm. d'història | Títol               | Codi | Episodis   | Autor           | Director         | Emissió original                       |
| --------------- | ------------------- | ---- | ---------- | --------------- | ---------------- | -------------------------------------- |
| 152             | Battlefield         | 7N   | 4 episodis | Ben Aaronovitch | Michael Kerrigan | 6–27 de setembre de 1989               |
| 153             | Ghost Light         | 7Q   | 3 episodis | Marc Platt      | Alan Wareing     | 4–18 d'octubre de 1989                 |
| 154             | The Curse of Fenric | 7M   | 4 episodis | Ian Briggs      | Nicholas Mallett | 25 d'octubre – 15 de novembre de 1989  |
| 155             | Survival            | 7P   | 3 episodis | Rona Munro      | Alan Wareing     | 22 de novembre – 6 de desembre de 1989 |

## Vuitè Doctor

### Doctor Who (pel·lícula) (1996)
| Núm. d'història | Títol                   | Codi | Episodis             | Autor          | Director     | Emissió original                                                                              |
| --------------- | ----------------------- | ---- | -------------------- | -------------- | ------------ | --------------------------------------------------------------------------------------------- |
| 156             | Doctor Who (pel·lícula) | TVM  | Telefilm (89 minuts) | Matthew Jacobs | Geoffrey Sax | 12 de maig de 1996 (Canadà) 14 de maig de 1996 (Estats Units) 27 de maig de 1996 (Regne Unit) |

## Novè Doctor

### Sèrie 1 (2005)
| Núm. d'història | Títol                                                                       | Codi      | Episodis   | Guionista        | Director    | Emissió original                      | Emissió a Catalunya                   |
| --- | --------------------------------------------------------------------------- | --------- | ---------- | ---------------- | ----------- | ------------------------------------- | ------------------------------------- |
| 157 | Rose                                                                        | 1.1       | 1 episodi  | Russell T Davies | Keith Boak  | 26 de març de 2005                    | 31 de març de 2008                    |
| Rose Tyler topa amb un misteriós desconegut, anomenat el Doctor, i la seva vida ja mai no tornarà a ser el que era. De seguida s'adona que la seva mare, el seu xicot i tot el planeta Terra corren perill. L'única esperança de salvar-se es troba dins d'una caseta de policia blava d'aspecte ben peculiar... |                                                                             |           |            |                  |             |                                       |                                       |
| 158 | La fi del món The End of the World                                          | 1.2       | 1 episodi  | Russell T Davies | Euros Lyn   | 2 d'abril de 2005                     | 1 d'abril de 2008                     |
| El Doctor guia la Rose en el seu primer viatge a través del temps, fins a l'any cinc mil milions. El sol s'està expandint i trigarà poc a engolir la Terra. Entre les diferents espècies d'alienígenes que s'han aplegat per observar-ho des de la Plataforma 1 hi ha un assassí. Qui controla aquestes aranyes misterioses i mortals? |                                                                             |           |            |                  |             |                                       |                                       |
| 159 | Els morts sense descans The Unquiet Dead                                    | 1.3       | 1 episodi  | Mark Gatiss      | Euros Lyn   | 9 d'abril de 2005                     | 2 d'abril de 2008                     |
| El Doctor s'endú la Rose enrere en el temps, fins al Nadal de 1869 a Gal·les. A la victoriana Cardiff, els morts deambulen i les criatures de gas van soltes. Els nostres viatgers fan pinya amb Charles Dickens per investigar el Sr. Sneed, el director de la funerària local. Podran desmuntar els plans de l'eteri Gelth? |                                                                             |           |            |                  |             |                                       |                                       |
| 160 | Àliens a Londres Aliens to London La tercera guerra mundial World War Three | 1.4 1.5   | 2 episodis | Russell T Davies | Keith Boak  | 16 d'abril de 2005 23 d'abril de 2005 | 3 d'abril de 2008 4 d'abril de 2008   |
| Àliens a Londres: El Doctor torna la Rose a casa. Una nau espacial ha de fer un aterratge d'emergència al Tàmesi; Londres queda completament reclosa i el món està en alerta vermella. Mentre el Doctor investiga el supervivent, un àlien, la Rose descobreix que casa seva ja no és un lloc segur. Qui són els Slitheen? La tercera guerra mundial: Downing Street anuncia la primera guerra interplanetària de la humanitat, però el perill real està molt més a prop de casa. Mentre el Doctor, la Rose i la Harriet Jones s'afanyen per desemmascarar el malvat Slitheen, la mare i el xicot de la Rose aconsegueixen la clau per a la salvació. Podran frenar els míssils?                                                                   |                                                                             |           |            |                  |             |                                       |                                       |
| 161 | Dàlek Dalek                                                                 | 1.6       | 1 episodi  | Robert Shearman  | Joe Ahearne | 30 d'abril de 2005                    | 7 d'abril de 2008                     |
| Sota les planícies de les salines de Utah, el multimilionari i col·leccionista Henry Van Statten conserva la relíquia d'una antiga raça alienígena. En el transcurs d'una investigació, el Doctor i la Rose descobreixen que l'enemic més antic i més mortífer del Doctor està a punt de quedar en llibertat. És un combat a mort, amb la Rose atrapada al bell mig. |                                                                             |           |            |                  |             |                                       |                                       |
| 162 | L'etern joc The Long Game                                                   | 1.7       | 1 episodi  | Russell T Davies | Brian Grant | 7 de maig de 2005                     | 8 d'abril de 2008                     |
| L'Adam s'adona que fer de company d'un Senyor del Temps no és tan senzill com semblava. L'última destinació del Tardis és en el futur llunyà, on el satèl·lit 5 retransmet per a tot l'imperi terrestre. Tots els qui ascendeixen al pis 500 acaben desapareixent i el Doctor sospita que algú està manipulant la humanitat. Al funest Editor no se li escapa cap ni una, però per a qui treballa en realitat? |                                                                             |           |            |                  |             |                                       |                                       |
| 163 | El dia del pare Father's Day                                                | 1.8       | 1 episodi  | Paul Cornell     | Joe Ahearne | 14 de maig de 2005                    | 9 d'abril de 2008                     |
| La Rose només era un nadó quan l'any 1987 el seu pare, Pete Tyler, morí atropellat. El Senyor del Temps la porta fins a l'any en qüestió per trobar el lloc del sinistre. Òbviament, la Rose no pot quedar-se de mans plegades veient com son pare mor i l'empeny fora de la trajectòria del cotxe que s'aproxima. Amb aquest acte, tanmateix, altera l'equilibri temporal i canvia la història. |                                                                             |           |            |                  |             |                                       |                                       |
| 164 | El nen buit The Empty Child El Doctor balla The Doctor Dances               | 1.9 1.10  | 2 episodis | Steven Moffat    | James Hawes | 21 de maig de 2005 28 de maig de 2005 | 10 d'abril de 2008 11 d'abril de 2008 |
| El nen buit: El Doctor i la Rose viatgen enrere en el temps per arribar a Londres l'any 1941, en ple bombardeig nazi. L'exèrcit custodia un cilindre misteriós mentre un ésser sobrenatural en forma de nen terroritza la canalla sense casa que viu ara en els forats deixats per les bombes. La Rose coneix el capità ben plantat Jack Harkness; que potser ha trobat un heroi encara millor que el Doctor? El doctor balla:La plaga del nen s'estén per tot Londres durant la guerra i el seu exèrcit de zombis es posa en marxa. El Doctor i la Rose forgen una aliança amb el capità Jack, un estafador intergalàctic, però queden atrapats en un hospital abandonat. La resposta rau en el forat de les bombes, però se'ls acaba el temps... |                                                                             |           |            |                  |             |                                       |                                       |
| 165 | L'explosió final Boom Town                                                  | 1.11      | 1 episodi  | Russell T Davies | Joe Ahearne | 4 de juny de 2005                     | 14 d'abril de 2008                    |
| El grup de la Tardis agafa vacances i el Doctor se les ha de veure amb un enemic que el creia mort de feia molt temps. Aviat surt a la llum que el projecte de construir una central nuclear a Cardiff és només un muntatge per encobrir un diabòlic pla alienígena que pretén fer miques el món. El Doctor sopa amb una colla de monstres i descobreix trampes dins de trampes. |                                                                             |           |            |                  |             |                                       |                                       |
| 166 | El llop ferotge Bad Wolf El comiat The Parting of the Ways                  | 1.12 1.13 | 2 episodis | Russell T Davies | Joe Ahearne | 11 de juny de 2005 18 de juny de 2005 | 15 d'abril de 2008 16 d'abril de 2008 |
| El llop fereotge:El Doctor, la Rose i el capità Jack s'han de debatre entre vida i mort a bord de la Game Station, però una amenaça encara més perillosa que encara no es veu els sotja... El Doctor s'adona que la raça humana al complet ha quedat ben encegada mentre l'Armageddon s'aproxima a gran velocitat. El comiat: La Rose Tyler s'ha enfrontat a perills i ha vist miracles de la mà del Doctor. Ara, amb la Terra immersa en una guerra èpica, la seva amistat està en joc. Davant la massacra humana, el Doctor es veu obligat a emprendre accions terribles. Tornaran a veure's els nostres viatgers del temps? |                                                                             |           |            |                  |             |                                       |                                       |

## Desè Doctor

### Especial de Nadal de 2005
| Núm. d'història | Títol                                      | Codi | Episodis                      | Guionista        | Director    | Emissió original       | Emissió a Catalunya |
| --- | ------------------------------------------ | ---- | ----------------------------- | ---------------- | ----------- | ---------------------- | ------------------- |
| 167 | La invasió de Nadal The Christmas Invasion | 2.X  | Especial de Nadal (60 minuts) | Russell T Davies | James Hawes | 25 de desembre de 2005 | 17 d'abril de 2008  |
| La Jackie Tyler és a casa enllestint els preparatius de les festes de Nadal. Dubta si la seva filla Rose arribarà a temps quan sent el brunzit familiar del TARDIS. En Mickey, capficat en la feina, també el sent. Corren ràpidament cap a fora just per no perdre's un aterratge d'emergència gloriós i caòtic. S'obren les portes i, per gran alegria seva, apareix la Rose... amb un foraster. Passa que no és un foraster, és el Doctor. |                                            |      |                               |                  |             |                        |                     |

### Sèrie 2 (2006)
| Núm. d'història | Títol                                                                                  | Codi      | Episodis   | Guionista                       | Director      | Emissió original                        | Emissió a Catalunya                   |
| --- | -------------------------------------------------------------------------------------- | --------- | ---------- | ------------------------------- | ------------- | --------------------------------------- | ------------------------------------- |
| 168 | Nova terra New Earth                                                                   | 2.1       | 1 episodi  | Russell T Davies                | James Hawes   | 15 d'abril de 2006                      | 18 d'abril de 2008                    |
| El Doctor i la Rose viatgen a Nova Terra, el planeta on habiten els humans després que la terra quedàs destruïda, allà hauran de descobrir el misteri que s'amaga a l'hospital. |                                                                                        |           |            |                                 |               |                                         |                                       |
| 169 | Natura violenta Tooth and Claw                                                         | 2.2       | 1 episodi  | Russell T Davies                | Euros Lyn     | 22 d'abril de 2006                      | 21 d'abril de 2008                    |
| El Doctor i la Rose han de protegir la reina Victòria, però hi ha res que pugui aturar l'Imperi dels llops? |                                                                                        |           |            |                                 |               |                                         |                                       |
| 170 | Reunió a l'escola School Reunion                                                       | 2.3       | 1 episodi  | Toby Whithouse                  | James Hawes   | 29 d'abril de 2006                      | 22 d'abril de 2008                    |
| El Doctor investiga una escola contemporània de Londres que cada nit és ocupada per unes estranyes criatures en forma de ratpenat. A l'escola, el Doctor es troba amb una vella amiga seva, la Sarah Jane Smith, que ja està treballant en el cas d'amagat. El Doctor i la Sarah tenen encara comptes pendents i la Rose descobreix quin és el vertader llegat de ser la companya d'un Senyor del Temps. Al final de l'episodi, en Mickey entrarà a formar part de la tripulació habitual de la Tardis. |                                                                                        |           |            |                                 |               |                                         |                                       |
| 171 | La noia de la llar de foc The Girl in the Fireplace                                    | 2.4       | 1 episodi  | Steven Moffat                   | Euros Lyn     | 6 de maig de 2006                       | 23 d'abril de 2008                    |
| El Doctor troba amor, a més d'androides diabòlics, a la França del segle xviii. Madame de Pompadour és perseguida per un foraster anomenat el Doctor. La podrà salvar dels assassins de rellotgeria? |                                                                                        |           |            |                                 |               |                                         |                                       |
| 172 | El ressorgiment dels ciberhumans Rise of the Cybermen L'era de l'acer The Age of Steel | 2.5 2.6   | 2 episodis | Tom MacRae                      | Graeme Harper | 13 de maig de 2006 20 de maig de 2006   | 24 d'abril de 2008 25 d'abril de 2008 |
| El ressorgiment dels ciberhumans:El Tardis ha quedat atrapat en una terra paral·lela i la Rose veu que el seu pare encara és viu, però una sèrie de factors sinistres s'interposen en el seu camí. Mentrestant, la societat britànica es prepara per l'ascens definitiu i un vell enemic del Doctor està a punt de tornar a néixer... L'era de l'acer:Els ciberhomes prenen control de Londres i comencen a convertir la població. La Jackie cau en mans d'en Lumic i el Doctor, la Rose i en Mickey queden reduïts a fugitius en un món de terror. Un atac desesperat a la ciberfàbrica és l'única opció que tenen, però sobreviuran tots?                                |                                                                                        |           |            |                                 |               |                                         |                                       |
| 173 | La caixa tonta The Idiot's Lantern                                                     | 2.7       | 1 episodi  | Mark Gatiss                     | Euros Lyn     | 27 de maig de 2006                      | 28 d'abril de 2008                    |
| Som a l'any 1953, moment de la coronació de Sa Majestat, la reina Elisabet II. El poble britànic s'aglomera al voltant dels aparells de ràdio i televisió per atendre el gran esdeveniment. Darrere les celebracions corren rumors de monstres pels carrers i el turmentat Mr. Magpie amaga un estrany secret alienígena... |                                                                                        |           |            |                                 |               |                                         |                                       |
| 174 | El planeta impossible The Impossible Planet El forat de Satanàs The Satan Pit          | 2.8 2.9   | 2 episodis | Matt Jones (i Russell T Davies) | James Strong  | 3 de juny de 2006 10 de juny de 2006    | 29 d'abril de 2008 30 d'abril de 2008 |
| El planeta impossible: La Rose es troba més lluny de casa que mai, a l'òrbita d'un forat negre. Atrapats en una expedició terrestre amb el misteriós Ood, els viatgers del temps s'enfronten a un perill encara major quan quelcom molt remot sota la superfície del planeta comença a despertar-se. El forat de Satanàs:La Rose escomet el mortífer Ood i el Doctor posa en dubte tota la seva fe quan el Pit marca un senyal. Amb el planeta a punt de caure en el forat negre, el Doctor haurà de fer un sacrifici final, però serà capaç de rescatar tot l'univers de les urpes de la bèstia?                                                                          |                                                                                        |           |            |                                 |               |                                         |                                       |
| 175 | Amor i monstres Love & Monsters                                                        | 2.10      | 1 episodi  | Russell T Davies                | Dan Zeff      | 17 de juny de 2006                      | 1 de maig de 2008                     |
| Un home normal i corrent, anomenat Elton, s'obsessiona amb el Doctor i la Rose, i la seva misteriosa caixa blava. Però quan les seves investigacions criden l'atenció de l'enigmàtic, fred i poderós Victor Kennedy, aquesta afició inofensiva el precipitarà a un malson en vida. |                                                                                        |           |            |                                 |               |                                         |                                       |
| 176 | Temeu-la Fear Her                                                                      | 2.11      | 1 episodi  | Matthew Graham                  | Euros Lyn     | 24 de juny de 2006                      | 2 de maig de 2008                     |
| Quan el Tardis aterra a l'any 2012, el Doctor té pensat anar a veure els Jocs Olímpics de Londres amb la Rose. Prop d'ells, en una casa de protecció oficial, una mare es desespera per amagar els poders sobrenaturals de la seva filla. Podrà el Doctor eliminar el perill que cova en el cor d'una família britànica normal? |                                                                                        |           |            |                                 |               |                                         |                                       |
| 177 | Exèrcit de fantasmes Army of Ghosts La fi del món Doomsday                             | 2.12 2.13 | 2 episodis | Russell T Davies                | Graeme Harper | 1 de juliol de 2006 8 de juliol de 2006 | 5 de maig de 2008 6 de maig de 2008   |
| Exèrcit de fantasmes:L'espècie humana està que no hi cap a la pell perquè els fantasmes dels éssers estimats traspassats tornen a casa en l'última aventura del viatger més entranyable del país. Però mentre el Doctor, la Rose i en Jackie investiguen la torre Torchwood, la Terra dels nostres dies corre el risc de caure en mans d'una força invasora totpoderosa. La fi del món: Som al final d'un viatge èpic. Dos exèrcits poderosos fan la guerra al nostre planeta amb la raça humana atrapada al bell mig. Des de sota de Torchwood aflora un horror imparable i el Doctor es troba en un dilema encara major: salvar el món implica la mort de la Rose Tyler? |                                                                                        |           |            |                                 |               |                                         |                                       |

### Especial de Nadal de 2006
| Núm. d'història | Títol                               | Codi | Episodis                      | Guionista        | Director  | Emissió original       | Emissió a Catalunya |
| --- | ----------------------------------- | ---- | ----------------------------- | ---------------- | --------- | ---------------------- | ------------------- |
| 178 | La núvia fugitiva The Runaway Bride | 3.X  | Especial de Nadal (60 minuts) | Russell T Davies | Euros Lyn | 25 de desembre de 2006 | 7 de maig de 2008   |
| En una església de Londres, una núvia de nom Donna Noble es prepara per recórrer el passadís que la durà fins l'home que estima, Lance Bennett. De cop i volta se sent embolcallada en una mena d'energia daurada i resplendent, i desapareix. Al moment següent es troba dins el Tardis. Donna està enfadadíssima, i amb raó, però mica en mica s'adona que el Doctor no tenia cap intenció de segrestar-la i que ha quedat tan parat com ella davant el que acaba de succeir. El Doctor, encara dolgut per la pèrdua de la Rose Tyler, intenta tornar la Donna a la Terra just a temps pel seu casament. |                                     |      |                               |                  |           |                        |                     |

### Sèrie 3 (2007)
| Núm. d'història | Títol                                                                                        | Codi           | Episodis                         | Guionista         | Director                                        | Emissió original                                         | Emissió a Catalunya                                      |
| --- | -------------------------------------------------------------------------------------------- | -------------- | -------------------------------- | ----------------- | ----------------------------------------------- | -------------------------------------------------------- | -------------------------------------------------------- |
| 179 | Smith i Jones Smith and Jones                                                                | 3.1            | 1 episodi                        | Russell T Davies  | Charles Palmer                                  | 31 de març de 2007                                       | 8 de maig de 2008                                        |
| Des que el Doctor entra a la vida d'una estudiant de medicina, la Martha Jones, aquesta canvia per sempre. Plegats viatjaran a través del temps i l'espai i toparan amb esdeveniments extraordinaris, mons increïbles i cares noves però també cares conegudes. A la Londres elisabetiana, es troben amb William Shakespeare al Globe Theatre, on unes criatures amb aspecte de bruixes estan tramant un pla per crear un imperi Carrionita a la Terra. |                                                                                              |                |                                  |                   |                                                 |                                                          |                                                          |
| 180 | El codi Shakespeare The Shakespeare Code                                                     | 3.2            | 1 episodi                        | Gareth Roberts    | Charles Palmer                                  | 7 d'abril de 2007                                        | 9 de maig de 2008                                        |
| El primer viatge de la Martha al Tardis la durà enrere en el temps, fins a l'Anglaterra elisabetiana. Allà, ella i el Doctor troben William Shakespeare (Dean Lennox Kelly) atrapat per unes criatures mortals amb aspecte de bruixes contra les quals hauran de lluitar des del naixement de l'univers per evitar que la història quedi modificada per sempre. |                                                                                              |                |                                  |                   |                                                 |                                                          |                                                          |
| 181 | Embús Gridlock                                                                               | 3.3            | 1 episodi                        | Russell T Davies  | Richard Clark                                   | 14 d'abril de 2007                                       | 12 de maig de 2008                                       |
| El Doctor s'endú la Martha fins al planeta Nova Terra, en el futur llunyà. Però quan veuen que els carrers estan sota el control dels sinistres Pharamacists no tenen altra alternativa que prescindir de l'ordalia del misteriós Motorway per tal de revelar el secret aterridor que s'amaga al cor de la ciutat. |                                                                                              |                |                                  |                   |                                                 |                                                          |                                                          |
| 182 | Dàleks a Manhattan Daleks in Manhattan L'evolució dels Dàleks Evolution of the Daleks        | 3.4 3.5        | 2 episodis                       | Helen Raynor      | James Strong                                    | 21 d'abril de 2007 28 d'abril de 2007                    | 13 de maig de 2008 14 de maig de 2008                    |
| Dàleks a Manhattan: El Tardis aterra a la Nova York de l'any 1930. En plena Gran Depressió, la gent està desapareixent del mapa. Els salvatges Pig Men s'oculten a les clavegueres i, al capdamunt de l'Empire State, els eterns enemics del Doctor estan ben enfeinats preparant el seu pla més audaç. L'evolució dels Dàleks: El Dalek Sec s'ha reencarnat en home i ara planeja construir un imperi Dalek a la Nova York dels anys trenta. Mentre la Martha es debat entre la vida i la mort al capdamunt de l'Empire State, el Doctor ha d'acceptar una aliança infame per poder canviar la història dels Dalek per sempre més. |                                                                                              |                |                                  |                   |                                                 |                                                          |                                                          |
| 183 | L'experiment Lazarus The Lazarus Experiment                                                  | 3.6            | 1 episodi                        | Stephen Greenhorn | Richard Clark                                   | 5 de maig de 2007                                        | 15 de maig de 2008                                       |
| La Martha torna a casa. Podria ser el final dels seus viatges amb el Doctor? Ara bé, quan la Martha descobreix que la seva família ha caigut en la trampa del professor Lazarus (Mark Gatiss) i el seu aparell de manipulació genètica, comença una batalla per la supervivència, ja que l'ADN humà està començant a adoptar una forma monstruosa. |                                                                                              |                |                                  |                   |                                                 |                                                          |                                                          |
| 184 | 42                                                                                           | 3.7            | 1 episodi                        | Chris Chibnall    | Graeme Harper                                   | 19 de maig de 2007                                       | 16 de maig de 2008                                       |
| En una galàxia molt distant, una nau espacial completament fora de control es precipita cap a un sol roent amb el Doctor i la Martha atrapats a bord. Només tenen 42 minuts per descobrir els sabotejadors, però una força misteriosa comença a posseir la tripulació de la nau. El temps s'està esgotant. |                                                                                              |                |                                  |                   |                                                 |                                                          |                                                          |
| 185 | Naturalesa humana Human Nature La família de sang The Family of Blood                        | 3.8 3.9        | 2 episodis                       | Paul Cornell      | Charles Palmer                                  | 26 de maig de 2007 2 de juny de 2007                     | 19 de maig de 2008 20 de maig de 2008                    |
| Naturalesa humana: Anglaterra, any 1913. Un mestre d'escola com qualsevol altre, anomenat John Smith, somia amb aventures a través de l'espai i el temps amb una misteriosa caixa blava. Quan un bon dia unes llums al cel anuncien l'arribada de quelcom estrany i terrible, l'assistenta del mestre Smith, la Martha, l'ha de convèncer que ell és l'únic que pot salvar el món. La família de sang:Anglaterra, 1913. La guerra s'ha anticipat un any quan la família aterradora va a la caça del Doctor. Mentre John Smith es nega a acceptar el seu destí com a Senyor del Temps, les dones de la seva vida, la Martha i la Joan, es veuen obligades a prendre mesures horribles per salvar la humanitat. |                                                                                              |                |                                  |                   |                                                 |                                                          |                                                          |
| 186 | Parpelleig Blink                                                                             | 3.10           | 1 episodi                        | Steven Moffat     | Hettie MacDonald                                | 9 de juny de 2007                                        | 21 de maig de 2008                                       |
| En una casa vella i abandonada hi ha els àngels ploraners que esperen. De cop i volta, la gent comença a desaparèixer. Una jove de nom Sally troba missatges críptics escrits el 1969, missatges d'un misteriós estrany anomenat el Doctor. Podrà desxifrar-los abans que els àngels reclamin el seu preu? |                                                                                              |                |                                  |                   |                                                 |                                                          |                                                          |
| 187 | Utopia El so dels tambors The Sound of Drums L'últim senyor del temps Last of the Time Lords | 3.11 3.12 3.13 | 3 episodis (3.13 dura 52 minuts) | Russell T Davies  | Graeme Harper (3.11) Colin Teague (3.12 y 3.13) | 16 de juny de 2007 23 de juny de 2007 30 de juny de 2007 | 22 de maig de 2008 23 de maig de 2008 26 de maig de 2008 |
| Utopia:En Jack ha tornat! El capità Jack reapareix com un remolí en la vida del Doctor, però llavors el Tardis perd el control i s'embala cap a la fi de l'univers. Allà troben l'espècie salvatge del futur governant la jungla, mentre un professor solitari intenta, debades, salvar els últims supervivents de la raça humana. El so dels tambors:Harry Saxon es converteix en primer ministre i a partir d'aquí comença el seu regnat de terror. L'anunci del primer contacte humà amb una raça alienígena, els Toclafane, és només el principi de la seva llarga llista d'ambicions. Un pla agosarat, que s'estén al llarg tot l'espai i el temps, comença a cenyir-se al voltant de la Terra. L'últim senyor del temps:La Terra ha estat conquerida i el Master impera per sobre de tot, amb el Doctor indefens agafat pres. Tota l'espècie humana ha quedat reduïda a l'esclavitud amb l'arribada dels temibles vaixells de guerra d'un nou imperi del Senyor del Temps renascut de les cendres. Només la Martha Jones pot salvar el món... |                                                                                              |                |                                  |                   |                                                 |                                                          |                                                          |

### Especial de Nadal de 2007
| Núm. d'història | Títol                                          | Codi | Episodis                                  | Guionista        | Director      | Emissió original       | Emissió a Catalunya |
| --- | ---------------------------------------------- | ---- | ----------------------------------------- | ---------------- | ------------- | ---------------------- | ------------------- |
| - | Time Crush                                     | CIN2 | Especial per a Children In Need(8 minuts) | Steven Moffat    | Graeme Harper | 16 de novembre de 2007 |                     |
| Les TARDIS del cinquè i el desè doctor és fusionen, cosa que provaoca que el 5è i 10è doctor es trobin, tot creant una paradoxa que provoca un gran forat negre. |                                                |      |                                           |                  |               |                        |                     |
| 188 | El viatge dels condemnats Voyage of the Damned | 4.X  | Especial de Nadal (72 minuts)             | Russell T Davies | James Strong  | 25 de desembre de 2007 | 2 de gener de 2011  |
| L'acció comença amb la nau TARDIS, que ha xocat amb una altra nau anomenada Titanic. El doctor posa en marxa el programa d'autoreparació del TARDIS i embarca al Titanic, on descobreix que es tracta d'un creuer interestel·lar que ve del planeta Sto. La nau és una rèplica del vaixell enfonsat del mateix nom i va a la Terra amb la missió d'observar els costums nadalencs d'antigues cultures, viatjant enrere en el temps fins a l'any 2007. |                                                |      |                                           |                  |               |                        |                     |

### Sèrie 4 (2008)
| Núm. d'història | Títol                                                                                | Codi      | Episodis                         | Guionista                        | Director          | Emissió original                       | Emissió a Catalunya                      |
| --- | ------------------------------------------------------------------------------------ | --------- | -------------------------------- | -------------------------------- | ----------------- | -------------------------------------- | ---------------------------------------- |
| 189 | Còmplices Partners in Crime                                                          | 4.1       | 1 episodi (50 minuts)            | Russell T Davies                 | James Strong      | 5 d'abril de 2008                      | 4 de gener de 2011                       |
| La Donna Noble està decidida a tornar a trobar el Doctor, encara que per aconseguir-ho hagi de desafiar la malèfica senyora Foster i tot el seu equip de col·laboradors de les Indústries Adipose. Però, davant de l'amenaça alienígena, serà capaç de trobar el seu Senyor del Temps abans que sigui massa tard? |                                                                                      |           |                                  |                                  |                   |                                        |                                          |
| 190 | El foc de Pompeia The Fires of Pompeii                                               | 4.3       | 1 episodi (50 minuts)            | James Moran (i Russell T Davies) | Colin Teague      | 12 d'abril de 2008                     | 4 de gener de 2011                       |
| La Donna Noble i el Doctor fan un salt en el temps per anar a l'antiga Roma, a l'any 79 dC, però, quan arriben a Pompeia descobreixen que uns poders psíquics i unes bèsties de pedra estan a punt d'arrasar-ho tot. Els dos viatgers del temps es troben davant d'un gran repte: es pot canviar el que ja ha passat a la història? O han de deixar que mori tothom? |                                                                                      |           |                                  |                                  |                   |                                        |                                          |
| 191 | El planeta de l'Oods Planet of the Ood                                               | 4.2       | 1 episodi                        | Keith Temple                     | Graeme Harper     | 19 d'abril de 2008                     | 11 de gener de 2011                      |
| El Doctor s'emporta per primera vegada la Donna a un altre planeta habitat per alienígenes, els Oods. Aviat, a l'Oodesfera descobriran, entre molt secretisme, que a l'any 4126 el Segon Gran i Abundós Imperi Humà s'estén per tres galàxies i per culpa de l'escalfament global i les inundacions estan a punt de quedar-se sense aire. |                                                                                      |           |                                  |                                  |                   |                                        |                                          |
| 192 | L'estratagema Sontaran The Sontaran Satratagem El cel verinós The Poison Sky         | 4.4 4.5   | 2 episodis                       | Helen Raynor                     | Douglas Mackinnon | 26 d'abril de 2008 3 de maig de 2008   | 11 de gener de 2011 18 de gener de 2011  |
| L'estratageme Sontaran: La Martha Jones torna a fer venir el Doctor a la Terra, al temps actual, on els espera un enemic que sempre mira a la cara, el general Staal, de la desena flota de combat sontaran, conegut com Staal l'Invencible i amb la missió de dominar la Terra. La Donna aviat descobrirà que els dispositius Atmos poden posar en perill fins i tot la seva família. El cel verinós:Després de descobrir que els dispositius Atmos que estan instal·lats a milions de cotxes arreu del planeta desprenen gas tòxic, l'estat d'emergència mundial és un fet. Els sontarans han activat el seu pla per dominar la Terra i ha quedat clar que a Unit hi ha un traïdor. A les portes d'una guerra interplanetària, el Doctor ha d'entrar en acció per salvar la Martha, la Donna i tota la raça humana. |                                                                                      |           |                                  |                                  |                   |                                        |                                          |
| 193 | La filla del Doctor The Doctor's Daughter                                            | 4.6       | 1 episodi                        | Stephen Greenhorn                | Alice Troughton   | 10 de maig de 2008                     | 18 de gener de 2011                      |
| El Doctor coneix la dona més important de la seva vida a Messaline, un planeta molt llunyà amb una superfície perillosa i que està en guerra des de fa molts anys amb els Haths. L'amenaça de genocidi del general Cobb i el segrest de la Martha per part dels Haths, fan que el doctor encara hagi d'afrontar un repte més gran: trobar la pau amb la seva filla. |                                                                                      |           |                                  |                                  |                   |                                        |                                          |
| 194 | L'unicorn i la vespa The Unicorn and the Wesp                                        | 4.7       | 1 episodi                        | Gareth Roberts                   | Graeme Harper     | 17 de maig de 2008                     | 25 de gener de 2011                      |
| El Doctor i la Donna apareixen l'any 1926, el dia abans que l'Agatha Christie va desaparèixer durant 10 dies. En un sopar a casa de Lady Clemency Eddison, el Doctor i la Donna uniran forces amb la famosa novel·lista per trobar "un cadàver a la biblioteca", descobrir uns còctels enverinats i treure l'entrellat del misteri de la vespiforma, natural de la galàxia de Silfrax. |                                                                                      |           |                                  |                                  |                   |                                        |                                          |
| 195 | Silenci a la biblioteca Silence in the Library El bosc dels morts Forest of the Dead | 4.9 4.10  | 2 episodis                       | Steven Moffat                    | Euros Lyn         | 31 de maig de 2008 7 de juny de 2008   | 25 de gener de 2011 1 de febrer de 2011  |
| Silenci a la biblioteca:Ara fa 100 anys, la biblioteca més gran de tot l'univers va quedar tancada amb un únic missatge codificat que deia: "Compteu les ombres". Ara tot fa pensar que les ombres tornen a fer de les seves. El Doctor i la Donna hauran de desemmascarar la veritat que s'amaga darrere dels Nodes i de l'horripilant Fantasma de les Dades per descobrir el secret de la biblioteca. El bosc dels morts: A mesura que les ombres alimenten el misteri de la biblioteca, el doctor fa una aliança amb la misteriosa River Song. Ara, l'únic que no està gens clar és si hi ha algú que sigui capaç d'aturar els Vashta Nerada. Què és real? I què no ho és? Mentre el Doctor descobreix secrets i revelacions del seu propi futur, els Nodes intenten acabar amb la Donna.                          |                                                                                      |           |                                  |                                  |                   |                                        |                                          |
| 196 | Mitjanit Midnight                                                                    | 4.8       | 1 episodi                        | Russell T Davies                 | Alice Troughton   | 14 de juny de 2008                     | 1 de febrer de 2011                      |
| El Doctor s'ha quedat sol, atrapat, indefens i totalment aterrit al planeta Mitjanit, un Palau de l'Oci on no hi ha res que hi pugui sobreviure. L'única que sembla que està al corrent dels misteris que se succeeixen és una dona que es diu Sky, però aviat les paranoies es convertiran en una cacera de bruixes i la solució serà fer un sacrifici... |                                                                                      |           |                                  |                                  |                   |                                        |                                          |
| 197 | Giri a l'esquerra Turn Left                                                          | 4.11      | 1 episodi (50 minuts)            | Russell T Davies                 | Graeme Harper     | 21 de juny de 2008                     | 8 de febrer de 2011                      |
| Al planeta Shan Shen, una vident li llegeix el futur a la Donna i li fa un repàs de tot el seu passat. Aviat tot el seu món s'enfonsarà, però davant de l'aparent desaparició del Doctor, haurà de confiar en una noia rossa que ve d'un univers paral·lel i que assegura que ella és la dona més important de tota la història de la creació. |                                                                                      |           |                                  |                                  |                   |                                        |                                          |
| 198 | La terra robada The Stolen Earth El final del viatge Journey's End                   | 4.12 4.13 | 2 episodis (4.13 dura 65 minuts) | Russell T Davies                 | Graeme Harper     | 28 de juny de 2008 5 de juliol de 2008 | 8 de febrer de 2011 15 de febrer de 2011 |
| La terra robada:El fet que la Rose Tyler pugui passar d'un món paral·lel a un altre és que els murs de l'univers s'estan ensorrant, i això vol dir que perilla tot. Serà capaç de vèncer el nou imperi dels Dàleks, el Doctor, amb el seu exèrcit secret? La guerra ha començat i aviat el Doctor i la Donna hauran de desafiar la Llei de l'Ombra per saber la veritat. El final del viatge:Els Dàleks han posat en marxa el seu pla definitiu i l'univers sencer corre perill. El Doctor no hi pot fer res per aturar-los, i ara fins i tot s'han apoderat del Tardis. L'única esperança que queda és l'exèrcit secret del Doctor, però quan uneixen forces per enfrontar-se al propi Davros, la profecia assegura que un d'ells haurà de morir.                                                                    |                                                                                      |           |                                  |                                  |                   |                                        |                                          |

### Especials 2008-2010
| Núm. d'història | Títol | Codi      | Episodis                                                     | Guionista                         | Director      | Emissió original                          | Emissió a Catalunya                   |
| --------------- | --- | --------- | ------------------------------------------------------------ | --------------------------------- | ------------- | ----------------------------------------- | ------------------------------------- |
| 199             | El pròxim doctor The Next Doctor                                                                                   | 4.14      | Especial de Nadal (60 minuts)                                | Russell T Davies                  | Andy Goddard  | 25 de desembre de 2008                    | 22 de febrer de 2011                  |
| 200             | El planeta dels morts Planet of the Dead                                                                           | 4.15      | Especial de Pasqua (60 minuts)                               | Russell T Davies i Gareth Roberts | James Strong  | 11 d'abril de 2009                        | 1 de març de 2011                     |
| 201             | Les aigües de Mart The Waters of Mars                                                                              | 4.16      | Especial de tardor (60 minuts)                               | Russell T Davies i Phil Ford      | Graeme Harper | 15 de novembre de 2009                    | 8 de març de 2011                     |
| 202             | La fi del temps (primera part) The End of Time (Part One) La fi del temps (segona part) The End of Time (Part Two) | 4.17 4.18 | Especial de Nadal (60 minuts) Especial d'Any Nou (75 minuts) | Russell T Davies i Steven Moffat  | Euros Lyn     | 25 de desembre de 2009 1 de gener de 2010 | 15 de març de 2011 22 de març de 2011 |

## Onzè Doctor

### Sèrie 5 (2010)
| Núm. d'història | Títol                                                                | Codi      | Episodis                    | Guionista      | Director           | Emissió original                      | Emissió a Catalunya                   |
| --- | -------------------------------------------------------------------- | --------- | --------------------------- | -------------- | ------------------ | ------------------------------------- | ------------------------------------- |
| 203 | L'onzena hora The Eleventh Hour                                      | 1.1       | 1 episodi (65 minuts)       | Steven Moffat  | Adam Smith         | 3 d'abril de 2010                     | 29 de març de 2011                    |
| El Doctor s'ha regenerat però abans que pugui estar totalment situat i a punt per tornar a l'acció... els perills tornen de nou! Un presoner ha escapat i s'ha amagat a casa l'Amy, una nena petita a qui el Doctor ajudarà. Aturar el reclús serà la seva missió i ho haurà de fer sense la Tardis. |                                                                      |           |                             |                |                    |                                       |                                       |
| 204 | La bèstia de sota The Beast Below                                    | 1.2       | 1 episodi                   | Steven Moffat  | Andrew Gunn        | 10 d'abril de 2010                    | 5 d'abril de 2011                     |
| El Doctor s'emporta l'Amy fins a un futur molt llunyà. Allà a Anglaterra haurà sobreviscut dins d'una enorme nau espacial. Però no ens enganyem, les coses mai són el que semblen a primera vista. Entre els dos descobriran secrets molt misteriosos de la nau. |                                                                      |           |                             |                |                    |                                       |                                       |
| 205 | La victòria dels Dàleks Victory of the Daleks                        | 1.3       | 1 episodi                   | Mark Gatiss    | Andrew Gunn        | 17 d'abril de 2010                    | 12 d'abril de 2011                    |
| Ni més ni menys que Winston Churchill, un dels herois de la Segona Guerra Mundial, trucarà al Doctor perquè els ajudi. Malgrat aquesta trucada té un cop amagat, i és que Churchill s'ha fet amb una arma debastadora: un Dàlek. |                                                                      |           |                             |                |                    |                                       |                                       |
| 206 | El temps dels àngels The Time of Angels Carn i pedra Flesh and Stone | 1.4 1.5   | 2 episodis                  | Steven Moffat  | Adam Smith         | 24 d'abril de 2010 1 de maig de 2010  | 26 d'abril de 2011 3 de maig de 2011  |
| El temps dels àngels: El Pare Octavian reclutarà el Doctor perquè els ajudi a acabar d'una vegada per totes amb els últims àngels ploraners que encara existeixen. Mentre ho fan es trobaran amb una vella amiga molt especial. Carn i pedra: El Doctor, l'Amy, la River i uns quants soldats es trobaran atrapats al bosc, és una emboscada d'àngels ploraners. El Doctor buscarà una sortida al problema, però mentre ho fa, l'Amy haurà de resoldre alguns temes pendents que té amb si mateixa.                        |                                                                      |           |                             |                |                    |                                       |                                       |
| 207 | Els vampirs de Venècia The Vampires of Venice                        | 1.6       | 1 episodi (50 minuts)       | Toby Whithouse | Jonny Campbell     | 8 de maig de 2010                     | 10 de maig de 2011                    |
| Amy li explica al Doctor que d'aquí a poc es casarà, així que ell la portarà fins a Venècia amb en Roy, el seu futur marit. Allà tot hauria de ser perfecte, passejades romàntiques i visites turístiques. Però no, trobaran vampirs atacant els indefensos habitants de la ciutat! |                                                                      |           |                             |                |                    |                                       |                                       |
| 208 | La decisió de l'Amy Amy's Choice                                     | 1.7       | 1 episodi                   | Simon Nye      | Catherine Morshead | 15 de maig de 2010                    | 17 de maig de 2011                    |
| Ja han passat 5 anys des que l'Amy i el Doctor van deixar de viatjar junts per l'espai temps. Ara ella està a punt de tenir el seu primer fill, quan de sobte el Doctor torna a caure de nou al jardí de casa seva. Evidentment, en passa alguna de grossa. |                                                                      |           |                             |                |                    |                                       |                                       |
| 209 | La terra famolenca The Hungry Earth Sang freda Cold Blood            | 1.8 1.9   | 2 episodis                  | Chris Chibnall | Ashley Way         | 22 de maig de 2010 29 de maig de 2010 | 24 de maig de 2011 31 de maig de 2011 |
| La terra famolenca: L'any 2020 la Terra es troba a prop de començar una batalla enorme i de la qual res serà igual una vegada acabi. El Doctor, l'Amy i en Rory es veuran involucrats en una guerra entre els habitants d'una petita vila i una antiga raça. Sang Freda: Una de les batalles més grans de la raça humana està a punt de començar, però el Doctor no en podrà prendre part. Què podrà fer? Podrà evitar el final sanguinari? Però sobretot, està disposat a acabar amb una raça perquè pugui viure l'altra? |                                                                      |           |                             |                |                    |                                       |                                       |
| 210 | En Vincent i el Doctor Vincent and the Doctor                        | 1.10      | 1 episodi                   | Richard Curtis | Jonny Campbell     | 5 de juny de 2010                     | 7 de juny de 2011                     |
| Passa alguna cosa estranya a la regió de Provença, però només un humil pintor pot veure realment què és el que està atacant aquest lloc. El Doctor i l'Amy es desplaçaran fins allà per conèixer el mateix Vincent van Gogh en persona. Però les coses no sortiran exactament com ells pensaven... |                                                                      |           |                             |                |                    |                                       |                                       |
| 211 | L'inquilí The Lodger                                                 | 1.11      | 1 episodi                   | Gareth Roberts | Catherine Morshead | 12 de juny de 2010                    | 14 de juny de 2011                    |
| L'Amy es trobarà atrapada a la Tardis a causa d'una misteriosa força mentre el Doctor es queda a la Terra. Aquest s'haurà de fer passar per humà mentre prova de descobrir què hi ha a la segona planta de l'apartament on s'ha de quedar a viure. |                                                                      |           |                             |                |                    |                                       |                                       |
| 212 | S'obre la Pandòrica The Pandorica Opens El "Big Bang" The Big Bang   | 1.12 1.13 | 2 episodis (50 i 55 minuts) | Steven Moffat  | Toby Haynes        | 19 de juny de 2010 26 de juny de 2010 | 21 de juny de 2011 28 de juny de 2011 |
| S'obre la Pandòrica: Una terrible profecia relacionada amb el Doctor es troba en un quadre del pintor neerlandès Vincent van Gogh. Mentre, totes les forces de l'univers es concentren a Stonehenge, on Pandorica, una mítica i misteriosa caixa, s'obre. És el final del Doctor? El "Big Bang": El Doctor ja no existeix i la Tardis ha estat destruïda. L'única sortida que té un univers avocat a l'abisme és una nena petita. Ha de recordar alguna cosa, però quina?                                                  |                                                                      |           |                             |                |                    |                                       |                                       |

### Especial de Nadal de 2010
| Núm. d'història | Títol                            | Codi | Episodis                                                    | Guionista     | Director       | Emissió original       | Emissió a Catalunya    |
| --- | -------------------------------- | ---- | ----------------------------------------------------------- | ------------- | -------------- | ---------------------- | ---------------------- |
| 213 | Cançó de Nadal A Christmas Carol | —    | Especial de Nadal (60 minuts)                               | Steven Moffat | Toby Haynes    | 25 de desembre de 2010 | 18 de novembre de 2011 |
| L'onzè Doctor, i els acabats de casar Amy i Rory, tornen per viure una emocionant i divertida aventura, acompanyats pel veterà actor Michael Gambon i per la mezzosoprano gal·lesa Katherine Jenkins, per retre un homenatge al clàssic de Charles Dickens. És ple hivern, la nit de Nadal. L'Amy i en Rory estan atrapats en una nau d'una línia espacial que cau en picat a través de gruixos de boira gelada cap a la superfície del planeta que tenen a sota. Només un home té el poder per salvar-los, només un home està en possessió d'una màquina que pot aclarir la boira i deixar que aterrin de manera segura. Aquest home és en Kazran Sardick, un ric, però vell solitari, que governa Sardicktown. L'única oportunitat del Doctor per rescatar la nau i els 4.000 passatgers és salvar l'ànima d'en Kazran i mostrar-li que val la pena viure la vida. Per aconseguir-ho, ha de tornar al passat, quan en Kazran era un noi amb una vida plena de promeses. Serà capaç, el Doctor, de posar una cançó al cor d'en Kazran i amor a la seva vida, en ple Nadal? I el podrà treure de la foscor? |                                  |      |                                                             |               |                |                        |                        |
| - | Space Time                       | —    | Especials de Comic Relief (2 episodis de 3 minuts cadascun) | Steven Moffat | Richard Senior | 25 de desembre de 2010 |                        |
| En Rory ajuda al doctor a fer tasques a la TARDIS i es distreu mirant la faldilla de l'Amy a través del terra de vidre de la consola de comandaments. A causa d'això, en Rory deixa caure uns acoblaments tèrmics, cosa que provoca que es creï un "bucle temporal" a on la TARDIS es materialitza a dins de la TARDIS. |                                  |      |                                                             |               |                |                        |                        |

### Sèrie 6 (2011)
| Núm. d'història | Títol                                                                               | Codi    | Episodis              | Guionista        | Director       | Emissió original                      | Emissió a Catalunya                           |
| --- | ----------------------------------------------------------------------------------- | ------- | --------------------- | ---------------- | -------------- | ------------------------------------- | --------------------------------------------- |
| 214 | L'astronauta impossible The Impossible Astronaut El dia de la Lluna Day of the Moon | 2.1 2.2 | 2 episodis            | Steven Moffat    | Toby Haynes    | 23 d'abril de 2011 30 d'abril de 2011 | 25 de novembre de 2011 2 de desembre de 2011  |
| L'astronauta impossible: El Doctor, l'Amy i en Rory reben una citació secreta que els porta al Despatx Oval, el 1969, l'any que es va arribar a la Lluna. Amb l'ajuda d'un exagent de l'FBI i de la irrefrenable doctora River Song, el Doctor promet al president que l' El dia de la Lluna: El Doctor s'ha quedat tancat a l'Àrea 51, en una presó feta d'un aliatge d'estrella nana en equilibri zero, el material més dens de l'univers. L'FBI persegueix l'Ami, en Rory i la River Song, però amb l'ajuda del president Nixon i en Neil Amstrong, el Doctor organitzarà una rebel·lió per aturar una invasió alienígena que va començar al principi de la civilització humana. |                                                                                     |         |                       |                  |                |                                       |                                               |
| 215 | La maledicció de la taca negra The Curse of the Black Spot                          | 2.9     | 1 episodi             | Stephen Thompson | Jeremy Webb    | 7 de maig de 2011                     | 9 de desembre de 2011                         |
| La Tardis, l'aparell que permet al Doctor viatjar en el temps i en l'espai, ha quedat abandonat en un vaixell pirata del segle xvii que és víctima de la llegenda de la sirena i que té les hores comptades. Quan la maledicció de la sirena s'endú el seu fill, el capità es veu obligat a posar la seva vida en mans del Doctor i de fer un acte de fe sense precedents. |                                                                                     |         |                       |                  |                |                                       |                                               |
| 216 | La dona del Doctor The Doctor's Wife                                                | 2.3     | 1 episodi             | Neil Gaiman      | Richard Clark  | 14 de maig de 2011                    | 16 de desembre de 2011                        |
| El Doctor es veu obligat a seguir un senyal de socors d'un Senyor del Temps que el porta fins a un asteroide sensitiu d'una bombolla univers. Pot ser que hi hagi més Senyors del Temps, a part d'ell? El que encara no sap el Doctor és que l'asteroide amaga un secret que amenaça la tripulació del Tardis i que pot posar en perill el mateix aparell que li permet viatjar en el temps i en l'espai. |                                                                                     |         |                       |                  |                |                                       |                                               |
| 217 | La carn rebel The Rebel Flesh La quasi gent The Almost People                       | 2.5 2.6 | 2 episodis            | Matthew Graham   | Julian Simpson | 21 de maig de 2011 28 de maig de 2011 | 23 de desembre de 2011 30 de desembre de 2011 |
| La carn rebel: Un tsunami solar envia la Tardis a una fàbrica militar del segle XXII on utilitzen dobles d'humans per extreure àcid d'una mina. Una segona onada del tsunami fa que els dobles agafin consciència i voluntat pròpia. El Doctor i el seu equip faran tot el que podran per evitar que esclati una guerra civil entre els humans i la quasi gent, abans que acabi explotant la fàbrica. La quasi gent: La tempesta solar s'intensifica i no és clar que les canonades d'àcid de la fàbrica aguantin gaire més. La Jennifer, una ganger que comença a tenir records del que els fan els humans, està organitzant una revolta a nivell mundial per posar fi a la raça humana. El Doctor haurà de convèncer tothom que no cal buscar revenja, que poden crear una realitat millor. |                                                                                     |         |                       |                  |                |                                       |                                               |
| 218 | Un home bo va a la guerra A Good Man Goes to War                                    | 2.7     | 1 episodi (50 minuts) | Steven Moffat    | Peter Hoar     | 4 de juny de 2011                     | 6 de gener de 2012                            |
| Un home bo va a la guerra:El Doctor decideix cobrar tots els seus deutes arreu de l'univers per crear un exèrcit amb l'objectiu d'acabar amb els seus enemics, que faran servir els seus amics més íntims per aturar-lo. Avui comença la batalla del Cos del Dimoni, l'hora més crítica del Doctor. Els dos bàndols hauran de fer els seus sacrificis i el Doctor per fi descobrirà qui és la River Song. |                                                                                     |         |                       |                  |                |                                       |                                               |
| 219 | Matem en Hitler Let's Kill Hitler                                                   | 2.8     | 1 episodi (50 minuts) | Steven Moffat    | Richard Senior | 27 d'agost de 2011                    | 13 de gener de 2012                           |
| Tot buscant desesperadament la Melody Pond, el Tardis s'acaba estavellant al Berlín de l'any 1930 i el Doctor es troba cara a cara amb el criminal de guerra més gran de tot l'univers. I amb Hitler. Avui el doctor es veurà obligat a explicar als seus adversaris que viatjar en el temps duu responsabilitats i aprendrà una lliçó de la guerra més cruel de totes. |                                                                                     |         |                       |                  |                |                                       |                                               |
| 220 | Pors nocturnes Night Terrors'                                                       | 2.4     | 1 episodi             | Mark Gatiss      | Richard Clark  | 3 de setembre de 2011                 | 20 de gener de 2012                           |
| El Doctor rep un senyal de socors del lloc més terrorífic de tot l'univers: l'habitació d'un nen. El que hi ha dins de l'armari d'en George és tan terrible, tan poderós, que ha amplificat les pors d'un nen normal fins que han travessat totes les barreres del temps i l'espai. Però apaivagar aquestes pors no serà gens fàcil, ni tan sols pel Doctor, perquè els monstres d'en George... són ben reals. |                                                                                     |         |                       |                  |                |                                       |                                               |
| 221 | La noia que es va esperar The Girl Who Waited                                       | 2.10    | 1 episodi             | Tom MacRae       | Nick Hurran    | 10 de setembre de 2011                | 27 de gener de 2012                           |
| El planeta Apalapucia està en quarantena i l'Amy s'ha quedat atrapada a les instal·lacions de gentilesa pels afectats de Chen-7, una malaltia que matarà el Doctor d'aquí a un dia. El Doctor pot fer servir el Tardis per evitar la mort, però deixarà en Rory sol davant del perill. Serà capaç de salvar l'Amy abans que mori per un 'acte de gentilesa'? |                                                                                     |         |                       |                  |                |                                       |                                               |
| 222 | Complex de Déu The God Complex                                                      | 2.11    | 1 episodi (50 minuts) | Toby Whithouse   | Nick Hurran    | 17 de setembre de 2011                | 3 de febrer de 2012                           |
| La Tardis aterra en un hotel on les parets es mouen i tot canvia constantment, els corredors giren i s'estrenyen, les habitacions desapareixen... Hi ha una habitació per cada client amb les seves pors més profundes, pors que els acaben matant. Qui hi ha, a l'habitació del Doctor? I quan li arribi el moment, donarà la benvinguda a la mort, com tots els altres? |                                                                                     |         |                       |                  |                |                                       |                                               |
| 223 | L'hora de tancar Closing Time                                                       | 2.12    | 1 episodi             | Gareth Roberts   | Steve Hughes   | 24 de setembre de 2011                | 10 de febrer de 2012                          |
| En la seva 'gira de comiat', el Doctor passa a veure un vell amic, en Craig, per acomiadar-se'n, però en descobrir un altre misteri, s'acaba quedant a treballar en uns grans magatzems. La desaparició de tot de persones i la presència d'una rata platejada li fa sospitar que es podria tractar d'un atac dels ciberhumans. |                                                                                     |         |                       |                  |                |                                       |                                               |
| 224 | El casament de la River Song The Wedding of River Song                              | 2.13    | 1 episodi             | Steven Moffat    | Jeremy Webb    | 1 d'octubre de 2011                   | 17 de febrer de 2012                          |
| El Doctor, en el seu últim viatge al Llac Silencio, a Utah, és conscient que només hi ha una cosa que pot salvar l'univers: la seva mort. El Doctor ha decidit que l'univers estarà més bé sense ell, però la River Song està convençuda que l'univers no hi està d'acord i no el pensa deixar morir sense que sàpiga que hi ha molta gent que l'estima, i ningú més que ella. |                                                                                     |         |                       |                  |                |                                       |                                               |

### Especial de Nadal de 2011
| Núm. d'història | Títol                                                                 | Codi | Episodis                         | Guionista      | Director         | Emissió original                                                       | Emissió a Catalunya  |
| --- | --------------------------------------------------------------------- | ---- | -------------------------------- | -------------- | ---------------- | ---------------------------------------------------------------------- | -------------------- |
| 225 | El Doctor, la viuda i l'armari The Doctor, the Widow and the Wardrobe |      | Especial de Nadal (60 minuts)    | Steven Moffat  | Farren Blackburn | 25 de desembre de 2011                                                 | 30 d'octubre de 2013 |
| La Madge Arwell torna a casa amb la bicicleta la nit de Nadal de 1938. Pel camí es troba un visitant de l'espai i s'atura per ajudar-lo. Ell promet recompensar la Madge per la seva amabilitat i li suggereix que demani un desig. Tres anys després, la Marge fuig de Londres, una ciutat devastada per la guerra, i s'emporta els seus dos fills a una casa atrotinada de Dorset. Davant la tràgica notícia que el seu marit ha desaparegut mentre sobrevolava el canal de Londres, la Madge se sent totalment aclaparada per la tristesa, però, tot i així, vol que els seus fills passin el millor Nadal de la seva vida. Els Arwell no es poden creure que els doni la benvinguda algú tan destarotat que, a més, els farà un regal que els portarà a un altre món. Allí, la Madge aprendrà a ser més valenta del que mai hauria pogut imaginar i s'adonarà que els desitjos poden fer-se realitat... |                                                                       |      |                                  |                |                  |                                                                        |                      |
| 225 | Pond Life                                                             |      | 5 miniepisodis(1 minut cadascun) | Chris Chibnall | Saul Metzstein   | 27-31 d'agost de 2012 (via web) 1 de setembre de 2012 (BBC Red Button) |                      |
| En aquests episodis, s'explica la vida del matrimoni Pond durant els mesos d'abril a agost mentre no són amb el Doctor. |                                                                       |      |                                  |                |                  |                                                                        |                      |

### Sèrie 7 Part 1 (2012)
| Núm. d'història | Títol                     | Codi | Episodis              | Guionista      | Director          | Emissió original       |
| --------------- | ------------------------- | ---- | --------------------- | -------------- | ----------------- | ---------------------- |
| 226             | Asylum of the Daleks      |      | 1 episodi (50 minuts) | Steven Moffat  | Nick Hurran       | 1 de setembre de 2012  |
| 227             | Dinosaurs on a Spaceship  |      | 1 episodi             | Chris Chibnall | Saul Metzstein    | 8 de setembre de 2012  |
| 228             | A Town Called Mercy       |      | 1 episodi             | Toby Whithouse | Saul Metzstein    | 15 de setembre de 2012 |
| 229             | The Power of Three        |      | 1 episodi             | Chris Chibnall | Douglas Mackinnon | 22 de setembre de 2012 |
| 230             | The Angels Take Manhattan |      | 1 episodi             | Steven Moffat  | Nick Hurran       | 29 de setembre de 2012 |

### Especial de Nadal de 2012
| Núm. d'història | Títol       | Codi | Episodis                      | Guionista     | Director       | Emissió original       |
| --------------- | ----------- | ---- | ----------------------------- | ------------- | -------------- | ---------------------- |
| 231             | The Snowmen |      | Especial de Nadal (60 minuts) | Steven Moffat | Saul Metzstein | 25 de desembre de 2012 |

### Sèrie 7 Part 2 (2013)
| Núm. d'història | Títol                               | Codi | Episodis  | Guionista        | Director           | Emissió original   |
| --------------- | ----------------------------------- | ---- | --------- | ---------------- | ------------------ | ------------------ |
| 232             | The Bells of Saint John             |      | 1 episodi | Steven Moffat    | Colm McCarthy      | 30 de març de 2013 |
| 233             | The Rings of Akhaten                |      | 1 episodi | Neil Cross       | Farren Blackburn   | 6 d'abril de 2013  |
| 234             | Cold War                            |      | 1 episodi | Mark Gatiss      | Douglas Mackinnon  | 13 d'abril de 2013 |
| 235             | Hide                                |      | 1 episodi | Neil Cross       | Jamie Payne        | 20 d'abril de 2013 |
| 236             | Journey to the Centre of the TARDIS |      | 1 episodi | Stephen Thompson | Mat King           | 27 d'abril de 2013 |
| 237             | The Crimson Horror                  |      | 1 episodi | Mark Gatiss      | Saul Metzstein     | 4 de maig de 2013  |
| 238             | Nightmare in Silver                 |      | 1 episodi | Neil Gaiman      | Stephen Woolfenden | 11 de maig de 2013 |
| 239             | The Name of the Doctor              |      | 1 episodi | Steven Moffat    | Saul Metzstein     | 18 de maig de 2013 |

### Especials de 2013
| Núm. d'història | Títol                   | Codi | Episodis                              | Guionista     | Director    | Emissió original       |
| --------------- | ----------------------- | ---- | ------------------------------------- | ------------- | ----------- | ---------------------- |
| -               | The Night of the Doctor |      | Miniepisodi (7 minuts)                | Steven Moffat | John Hayes  | 14 de novembre de 2013 |
| 240             | The Day of the Doctor   |      | Especial 50è aniversari (75 minuts)   | Steven Moffat | Nick Hurran | 23 de novembre de 2013 |
| 241             | The Time of the Doctor  |      | Especial de Nadal de 2013 (60 minuts) | Steven Moffat | Jamie Payne | 25 de Desembre de 2013 |

## Dotzè Doctor

### Sèrie 8 (2014)
| Núm. d'història | Títol                       | Codi | Episodis              | Guionista                        | Director          | Emissió original                            |
| --------------- | --------------------------- | ---- | --------------------- | -------------------------------- | ----------------- | ------------------------------------------- |
| 242             | Deep Breath                 |      | 1 episodi (76 minuts) | Steven Moffat                    | Ben Wheatley      | 23 d'agost de 2014                          |
| 243             | Into the Dalek              |      | 1 episodi             | Phil Ford i Steven Moffat        | Ben Wheatley      | 30 d'agost de 2014                          |
| 244             | Robot of Sherwood           |      | 1 episodi (50 minuts) | Mark Gatiss                      | Paul Murphy       | 6 de setembre de 2014                       |
| 245             | Listen                      |      | 1 episodi (50 minuts) | Steven Moffat                    | Douglas Mackinnon | 13 de setembre de 2014                      |
| 246             | Time Heist                  |      | 1 episodi             | Stephen Thompson i Steven Moffat | Douglas Mackinnon | 20 de setembre de 2014                      |
| 247             | The Caretaker               |      | 1 episodi             | Gareth Roberts i Steven Moffat   | Paul Murphy       | 27 de setembre de 2014                      |
| 248             | Kill the Moon               |      | 1 episodi             | Peter Harness                    | Paul Wilmshurst   | 4 d'octubre de 2014                         |
| 249             | Mummy on the Orient Express |      | 1 episodi             | Jamie Mathieson                  | Paul Wilmshurst   | 11 d'octubre de 2014                        |
| 250             | Flatline                    |      | 1 episodi             | Jamie Mathieson                  | Douglas Mackinnon | 18 d'octubre de 2014                        |
| 251             | In the Forest of the Night  |      | 1 episodi             | Frank Cottrell Boyce             | Sheree Folkson    | 25 d'octubre de 2014                        |
| 252             | Dark Water Death in Heaven  |      | 2 episodis            | Steven Moffat                    | Rachel Talalay    | 1 de novembre de 2014 8 de novembre de 2014 |

### Especials de 2014
| Núm. d'història | Títol          | Codi | Episodis                      | Guionista     | Director        | Emissió original       |
| --------------- | -------------- | ---- | ----------------------------- | ------------- | --------------- | ---------------------- |
| 253             | Last Christmas |      | Especial de Nadal (60 minuts) | Steven Moffat | Paul Wilmshurst | 25 de desembre de 2014 |

### Sèrie 9 (2015)
| Núm. d'història | Títol                                          | Codi | Episodis                        | Guionista                       | Director          | Emissió original                              |
| --------------- | ---------------------------------------------- | ---- | ------------------------------- | ------------------------------- | ----------------- | --------------------------------------------- |
| 254             | The Magician's Apprentice The Witch's Familiar |      | 2 episodis (50 minuts cadascun) | Steven Moffat                   | Hettie MacDonald  | 19 de setembre de 2015 26 de setembre de 2015 |
| 255             | Under the Lake Before the Flood                |      | 2 episodis                      | Toby Whithouse                  | Daniel O'Hara     | 3 d'octubre de 2015 10 d'octubre de 2015      |
| 256             | The Girl Who Died                              |      | 1 episodi                       | Jamie Mathieson i Steven Moffat | Ed Bazalgette     | 17 d'octubre de 2015                          |
| 257             | The Woman Who Lived                            |      | 1 episodi                       | Catherine Tregenna              | Ed Bazalgette     | 24 d'octubre de 2015                          |
| 258             | The Zygon Invasion The Zygon Inversion         |      | 2 episodis                      | Peter Harness                   | Daniel Nettheim   | 31 d'octubre de 2015 7 de novembre de 2015    |
| 259             | Sleep No More                                  |      | 1 episodi                       | Mark Gatiss                     | Justin Molotnikov | 14 de novembre de 2015                        |
| 260             | Face the Raven                                 |      | 1 episodi                       | Sarah Dollard                   | Justin Molotnikov | 21 de novembre de 2015                        |
| 261             | Heaven Sent                                    |      | 1 episodi                       | Steven Moffat                   | Rachel Talalay    | 28 de novembre de 2015                        |
| 262             | Hell Bent                                      |      | 1 episodi                       | Steven Moffat                   | Rachel Talalay    | 5 de desembre de 2015                         |

### Especials de 2015
| Núm. d'història | Títol                      | Codi | Episodis                      | Guionista     | Director          | Emissió original       |
| --------------- | -------------------------- | ---- | ----------------------------- | ------------- | ----------------- | ---------------------- |
| 263             | The Husbands of River Song |      | Especial de Nadal (60 minuts) | Steven Moffat | Douglas Mackinnon | 25 de desembre de 2015 |

### Especials de 2016
| Núm. d'història | Títol                         | Codi | Episodis                      | Guionista     | Director      | Emissió original       |
| --------------- | ----------------------------- | ---- | ----------------------------- | ------------- | ------------- | ---------------------- |
| 264             | The Return of Doctor Mysterio |      | Especial de Nadal (60 minuts) | Steven Moffat | Ed Bazalgette | 25 de desembre de 2016 |

### Sèrie 10 (2017)
| Núm. d'història | Títol                                  | Codi | Episodis                           | Guionista                     | Director        | Emissió original                       |
| --------------- | -------------------------------------- | ---- | ---------------------------------- | ----------------------------- | --------------- | -------------------------------------- |
| 265             | The Pilot                              |      | 1 episodi                          | Steven Moffat                 | Lawrence Gough  | 15 d'abril de 2017                     |
| 266             | Smile                                  |      | 1 episodi                          | Frank Cottrell-Boyce          | Lawrence Gough  | 22 d'abril de 2017                     |
| 267             | Thin Ice                               |      | 1 episodi                          | Sarah Dollard                 | Bill Anderson   | 29 d'abril de 2017                     |
| 268             | Knock Knock                            |      | 1 episodi                          | Mike Bartlett                 | Bill Anderson   | 6 de maig de 2017                      |
| 269             | Oxygen                                 |      | 1 episodi                          | Jamie Mathieson               | Charles Palmer  | 13 de maig de 2017                     |
| 270             | Extremis                               |      | 1 episodi                          | Steven Moffat                 | Daniel Nettheim | 20 de maig de 2017                     |
| 271             | The Pyramid at the End of the World    |      | 1 episodi                          | Peter Harness i Steven Moffat | Daniel Nettheim | 27 de maig de 2017                     |
| 272             | The Lie of the Land                    |      | 1 episodi                          | Toby Whithouse                | Wayne Yip       | 3 de juny de 2017                      |
| 273             | Empress of Mars                        |      | 1 episodi                          | Mark Gatiss                   | Wayne Yip       | 10 de juny de 2017                     |
| 274             | The Eaters of Light                    |      | 1 episodi                          | Rona Munro                    | Charles Palmer  | 17 de juny de 2017                     |
| 275             | World Enough and Time The Doctor Falls |      | 2 episodis (el segon dura 60 min.) | Steven Moffat                 | Rachel Talalay  | 24 de juny de 2017 1 de juliol de 2017 |

### Especials de 2017
| Núm. d'història | Títol             | Codi | Episodis                      | Guionista     | Director       | Emissió original       |
| --------------- | ----------------- | ---- | ----------------------------- | ------------- | -------------- | ---------------------- |
| 276             | Twice Upon a Time |      | Especial de Nadal (60 minuts) | Steven Moffat | Rachel Talalay | 25 de desembre de 2017 |

## Tretzè Doctor

### Sèrie 11 (2018)
| Núm. d'història | Títol                           | Codi | Episodis  | Guionista                         | Director          | Emissió original       |
| --------------- | ------------------------------- | ---- | --------- | --------------------------------- | ----------------- | ---------------------- |
| 277             | The Woman Who Fell to Earth     |      | 1 episodi | Chris Chibnall                    | Jamie Childs      | 7 d'octubre de 2018    |
| 278             | The Ghost Monument              |      | 1 episodi | Chris Chibnall                    | Mark Tonderai     | 14 d'octubre de 2018   |
| 279             | Rosa                            |      | 1 episodi | Malorie Blackman i Chris Chibnall | Mark Tonderai     | 21 d'octubre de 2018   |
| 280             | Arachnids in the UK             |      | 1 episodi | Chris Chibnall                    | Sallie Aprahamian | 28 d'octubre de 2018   |
| 281             | The Tsuranga Conundrum          |      | 1 episodi | Chris Chibnall                    | Jennifer Perrott  | 4 de novembre de 2018  |
| 282             | Demons of the Punjab            |      | 1 episodi | Vinay Patel                       | Jamie Childs      | 11 de novembre de 2018 |
| 283             | Kerblam!                        |      | 1 episodi | Pete McTighe                      | Jennifer Perrott  | 18 de novembre de 2018 |
| 284             | The Witchfinders                |      | 1 episodi | Joy Wilkinson                     | Sallie Aprahamian | 25 de novembre de 2018 |
| 285             | It Takes You Away               |      | 1 episodi | Ed Hime                           | Jamie Childs      | 2 de desembre de 2018  |
| 286             | The Battle of Ranskoor Av Kolos |      | 1 episodi | Chris Chibnall                    | Jamie Childs      | 9 de desembre de 2018  |

### Especials de 2019
| Núm. d'història | Títol      | Codi | Episodis                       | Guionista      | Director  | Emissió original    |
| --------------- | ---------- | ---- | ------------------------------ | -------------- | --------- | ------------------- |
| 287             | Resolution |      | Especial d'Any Nou (60 minuts) | Chris Chibnall | Wayne Yip | 01 de gener de 2019 |

### Sèrie 12 (2020)
Al novembre de 2018, la BBC va confirmar que aquell mateix mes s'havia començat la producció de la segona temporada de Whittaker interpretant el Doctor. Consta d'un total de 10 episodis emesos entre gener i març de 2020, i se centra en el misteri del «The Timeless Child» («la criatura intemporal», en català).
| Núm. d'història | Títol                                           | Codi | Episodis                           | Guionista                       | Director                           | Emissió original                       |
| --------------- | ----------------------------------------------- | ---- | ---------------------------------- | ------------------------------- | ---------------------------------- | -------------------------------------- |
| 288             | Spyfall                                         |      | 2 episodis                         | Chris Chibnall                  | Jamie Magnus Stone Lee Haven Jones | 1 de gener de 2020 5 de gener de 2020  |
| 289             | Orphan 55                                       |      | 1 episodi                          | Ed Hime                         | Lee Haven Jones                    | 12 de gener de 2020                    |
| 290             | Nikola Tesla's Night of Terror                  |      | 1 episodi                          | Nina Metivier                   | Nida Manzoor                       | 19 de gener de 2020                    |
| 291             | Fugitive of the Judoon                          |      | 1 episodi                          | Vinay Patel i Chris Chibnall    | Nida Manzoor                       | 26 de gener de 2020                    |
| 292             | Praxeus                                         |      | 1 episodi                          | Pete McTighe i Chris Chibnall   | Jamie Magnus Stone                 | 2 de febrer de 2020                    |
| 293             | Can You Hear Me?                                |      | 1 episodi                          | Charlene James i Chris Chibnall | Emma Sullivan                      | 9 de febrer de 2020                    |
| 294             | The Haunting of Villa Diodati                   |      | 1 episodi                          | Maxine Alderton                 | Emma Sullivan                      | 16 de febrer de 2020                   |
| 295             | Ascension of the Cybermen The Timeless Children |      | 2 episodis (el segon dura 60 min.) | Chris Chibnall                  | Jamie Magnus Stone                 | 23 de febrer de 2020 1 de març de 2020 |

### Especials de 2021
| Núm. d'història | Títol                    | Codi | Episodis                       | Guionista      | Director        | Emissió original    |
| --------------- | ------------------------ | ---- | ------------------------------ | -------------- | --------------- | ------------------- |
| 296             | Revolution of the Daleks |      | Especial d'Any Nou (60 minuts) | Chris Chibnall | Lee Haven Jones | 01 de gener de 2021 |

### Sèrie 13 (2021)
La Sèrie 13 constarà de només sis episodis degut a les restriccions per la pandèmia de coronavirus. Serà el tercer serial protagonitzat per Jodie Whittaker i introduïrà un nou company, en Dan, interpretat per John Bishop. El primer capítol s'emetrà el 31 d'octubre del 2021, i se centra en el Flux. Hi ha confirmat 3 especials l'any 2022.
| Núm. d'història | Títol                                 | Codi | Episodis  | Guionista                        | Director           | Emissió original       |
| --------------- | ------------------------------------- | ---- | --------- | -------------------------------- | ------------------ | ---------------------- |
| 297a            | Chapter one: The Halloween Apocalypse |      | 1 episodi | Chris Chibnall                   | Jamie Magnus Stone | 31 d'octubre de 2021   |
| 297b            | Chapter two: War of the Sontarans     |      | 1 episodi | Chris Chibnall                   | Jamie Magnus Stone | 7 de novembre de 2021  |
| 297c            | Chapter three: Once, Upon Time        |      | 1 episodi | Chris Chibnall                   | Azhur Saleem       | 14 de novembre de 2021 |
| 297d            | Chapter four: Village of the Angels   |      | 1 episodi | Maxine Alderton i Chris Chibnall | Jamie Magnus Stone | 21 de novembre de 2021 |
| 297e            | Chapter five: Survivors of the Flux   |      | 1 episodi | Chris Chibnall                   | Azhur Saleem       | 28 de novembre de 2021 |
| 297f            | Chapter six: The Vanquishers          |      | 1 episodi | Chris Chibnall                   | Azhur Saleem       | 5 de desembre de 2021  |

### Especials de 2022
| Núm. d'història | Títol                    | Codi | Episodis                       | Guionista                  | Director           | Emissió original     |
| --------------- | ------------------------ | ---- | ------------------------------ | -------------------------- | ------------------ | -------------------- |
| 298             | Eve of the Daleks        |      | Especial d'Any Nou (58 minuts) | Chris Chibnall             | Annetta Laufer     | 01 de gener de 2022  |
| 299             | Legend of the Sea Devils |      | 1 episodi                      | Chris Chibnall i Ella Road | Haolu Wang         | 17 d'abril de 2022   |
| 300             | The Power of the Doctor  |      | 1 episodi                      | Chris Chibnall             | Jamie Magnus Stone | 23 d'octubre de 2022 |